# Cittadella di Alessandria
La Cittadella di Alessandria costituisce uno dei più grandiosi monumenti europei nell'àmbito della fortificazione permanente del XVIII secolo, uno dei pochi ancora esistenti e sicuramente uno dei meglio conservati in Europa. È l'unica fortezza di pianura costruita dai Savoia nel XVIII secolo ed è l'unica fortezza europea ancora oggi inserita nel suo contesto ambientale originario: non esiste uno schermo di case che chiude la visuale dei bastioni, o una strada ad alta percorrenza a circondare i fossati.
La Cittadella di Alessandria, fortezza di primo rango, venne concepita per funzionare da sbarramento dei transiti militari della Strada di Fiandra. È un perfetto esempio di fortificazione alla moderna, si compone di sei fronti bastionati forniti di cavalieri, collegati da spesse cortine rettilinee e percorsi da gallerie e casematte. Tra le meglio conservate d'Italia, sorge sulla sponda sinistra del fiume Tanaro, nel comune di Alessandria.
Sui bastioni della cittadella venne innalzato il 10 marzo 1821, per la prima volta nella storia d'Italia, il vessillo tricolore da parte del tenente colonnello Guglielmo Ansaldi.
Dal 2006 la cittadella (già monumento nazionale) è stata inserita nella "Tentative List" per la candidatura alla Lista del Patrimonio Mondiale dell'Umanità UNESCO.

## Storia

### Contesto sociale, storico, geopolitico

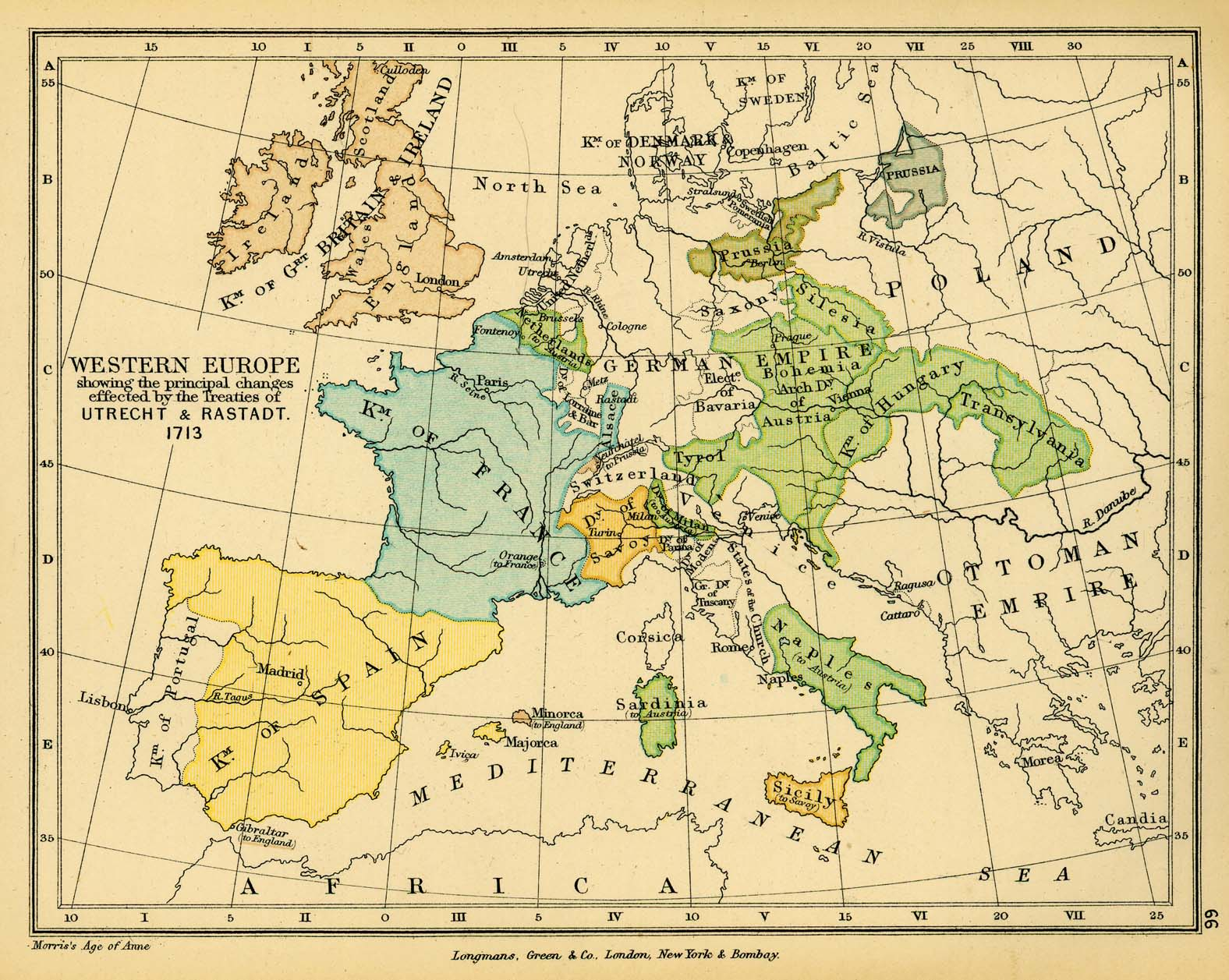
L'Europa nel 1713 come disegnata dal trattato di Utrecht

L'area della città Alessandria è stata da sempre destinata ad essere una terra di confine con una vocazione strategico-militare. Dal XIV secolo si è unita ai Visconti di Milano contro il Monferrato e Asti, con gli Sforza poi nel XV secolo, e conseguentemente sotto il dominio spagnolo dopo fino a tutto il XVII secolo.
Al termine della Guerra di successione spagnola con il Trattato di Utrecht del 1713, al Duca di Savoia Vittorio Amedeo II, che rinunciò alle sue pretese su Milano, furono cedute le province di Alessandria e di Valenza e le terre tra il Po e il Tanaro, come ricompensa per essersi schierato al fianco dell'Impero asburgico. La città di Alessandria già dal 1707 era stata ufficialmente annessa ai territori dei Savoia. Tutto ciò aveva comportato l'acquisizione di 4.000 chilometri quadrati di nuovi territori, di 250.000 abitanti e di un gettito fiscale annuo di 1,2 milioni di lire. Le nuove acquisizioni aumentarono di un ottavo il territorio sotto il suo controllo, di un quinto la popolazione e di un decimo le entrate dell'erario. Si trattava di confini e conquiste da controllare e difendere. La situazione rimase sostanzialmente immutata sino al 1728, quando fu deciso lo stanziamento di Lire 421.642 che "dovrà essere impiegata in Alessandria. Per la costruzione d'una Cittadella in Borgolio secondo la Pianta, che sarà determinata da S.M.".
Al fine di soddisfare le esigenze di difesa del nuovo stato sabaudo, è stato deciso di costruire un'imponente fortezza destinata a funzionare da sbarramento dei transiti militari che percorrevano la Strada di Fiandra, l'antica via militare spagnola che collegava i porti di Genova, Savona e Finale Ligure con i Paesi Bassi.
La Cittadella rientrava in un più vasto piano difensivo che comprendeva il Forte di Bard (per il controllo del Piccolo e Gran San Bernardo), il Forte della Brunetta a Susa, il Forte di Exilles in val di Susa, il Forte di Fenestrelle in val Chisone. Già esistenti c'erano le fortezze di Cuneo,di Saorgio e il Forte di Ceva nella valle del Tanaro. La Cittadella sarebbe così divenuta l'elemento centrale della capillare rete difensiva savoiarda.

### XVIII secolo

#### Costruzione

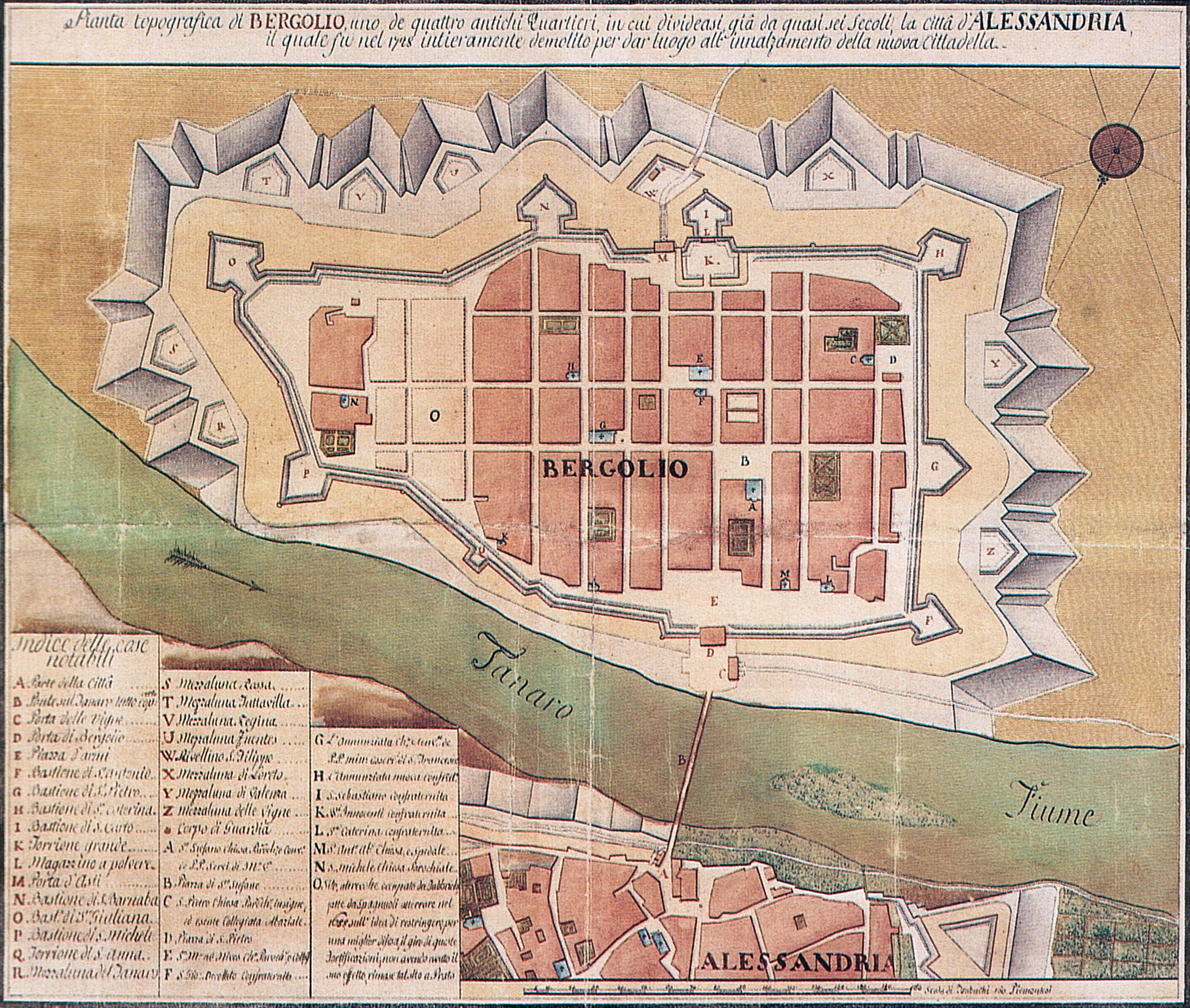
L'antico quartiere di Bergoglio prima della sua demolizione

Innalzata su progetto di Ignazio Bertola è a pianta stellare. L'architetto Bertola mise a frutto l'esperienza vissuta per l'assedio di Torino del 1706, durante il quale si rese conto dei difetti e delle lacune dell'impianto difensivo torinese ormai obsoleto rispetto alla tecnologia militare a lui contemporanea. La sua costruzione, voluta da Vittorio Amedeo II di Savoia ed edificata da Carlo Emanuele III di Savoia, re di Sardegna, ebbe inizio a partire dal 1732. L'appalto per la costruzione della cittadella è del 24 maggio 1732 e la posa della prima pietra il 4 settembre 1732; in questo documento sono elencate le norme da tenere nell'esecuzione dei lavori, vidimate dal Bertola. Lo stesso anno venne eletto come sovrintendente alla fabbrica il maggiore Francesco Ludovico Villencourt, in servizio dal 1729 al 1739 presso le piazzeforti di Alessandria, Casale e Valenza. Il marchese Roero di Cortanze, governatore della città, inaugurò il cantiere il 17 settembre 1732.
Sulla costruzione della cittadella vi era stato comunque un lungo dibattito dal quale emersero alcuni problemi. Il primo era di natura diplomatica: "nasceva la prima dalle gagliarde opposizioni, che prevedevansi inevitabili per parte del Gabinetto di Vienna, imperocche' in vigore della convenzione stipulata con fu Imperatore Giuseppe I nell'atto della cessione d'Alessandria alla R. Casa di Savoia, erasi stabilito che questa Città dovesse mantenersi nello stato in cui venia ceduta, senza aumento di fortificazioni". Effettivamente il Trattato di Torino dell'8 novembre 1703, siglato tra Vittorio Amedeo II e l'imperatore Leopoldo I, prevedeva al punto VI la cessione di Alessandria e di Valenza. Ma il punto VIII del documento stabiliva, senza ombra di dubbio, che le città di Valenza e di Alessandria non sarebbero potute essere rinforzate così come quelle di Mortara, "relicto simplici muro" e di Casale. Denunciare il trattato era impossibile, in quanto su di esso si basavano le rivendicazioni e le acquisizioni territoriali ottenute al tavolo della pace di Utrecht nel 1713. Nel frattempo, comunque, la tutela franco-britannica metteva abbastanza al sicuro Torino da ritorsioni austriache.
Il secondo problema consisteva nella discrepanza di pareri circa al modo, ed al sito cui avesse a intraprendersi la nuova costruzione. Al termine del dibattito la scelta ricadde sull'edificazione della cittadella interamente a scapito dell'antico quartiere di Bergoglio, motivata al fine dal pensiero dell'architetto Bertola.
Questa scelta provocò una decisa rivoluzione urbanistica: questo perché il quartiere sarebbe stato troppo esposto ad attacchi divenendo un potenziale pericolo in caso di attacco nemico. Non va dimenticato che il progetto per la costruzione della cittadella prevedeva come necessità anche una grande area esterna, la cosiddetta "spianata" o spalto.
Il terreno paludoso di Borgoglio dovette essere rafforzato attraverso speciali sistemi di consolidamento del terreno, in particolare per le opere di fondazione delle murature di bastioni e cortine, e degli edifici interni. Questi sistemi, i pilotaggi, consistevano in una fila di pali lignei armati da punte di ferro, conficcati nel terreno, uniti tra loro da catene di ferro.
L'intenzione di realizzare la nuova Cittadella e i primi lavori di costruzione furono tenuti nascosti al governo austriaco, l'antico alleato: gli accordi con la Corte di Vienna vietavano infatti che si rafforzassero le fortificazioni di Alessandria, cosicché si giustificò l'inizio dei lavori con la necessità di proteggere il quartiere di Borgoglio dalle piene del Tanaro. I due sopralluoghi ordinati dall'Imperatore d'Austria Carlo VI non riuscirono a svelare la vera natura delle opere intraprese, anche grazie al fatto che si rinviò il più possibile la demolizione degli edifici del Borgoglio, usati come schermo: furono abbattuti quando i sei bastioni pentagonali della fortezza svelarono definitivamente le reali intenzioni dei piemontesi.
I lavori durarono all'incirca quattordici anni: nel 1745 la fortezza era completa nelle sue componenti principali della complessa struttura difensiva. La cittadella venne dotata di armi e viveri necessari ai reparti [...] per aver ogni cosa in pronto e servirsene all'occasione di assedio atteso l'incamminamento dei Galli-spani verso quella piazza [...] All'interno dell'esagono fortificato gli edifici civili di Bergoglio furono gradualmente demoliti per far posto ai nuovi quartieri militari: nel 1728 Vittorio Amedeo II aveva ordinato la sua demolizione e i lavori durarono quattro anni. Gli abitanti furono costretti a trasferirsi nel contado e sulla riva opposta del fiume mentre i nobili di Bergoglio ricostruirono le proprie residenze all'interno delle mura cittadine. Agli abitanti e ai nobili si sostituì una guarnigione militare sempre più numerosa.
Nasce così un'immensa fortezza che si estende su circa 60 ettari il cui lato più lungo è parallelo alla asse del fiume. La Cittadella si trova a nord-ovest della città di Alessandria sulla sponda sinistra del fiume Tanaro. È la zona più bassa del Piemonte a circa 90 metri sul livello del mare.

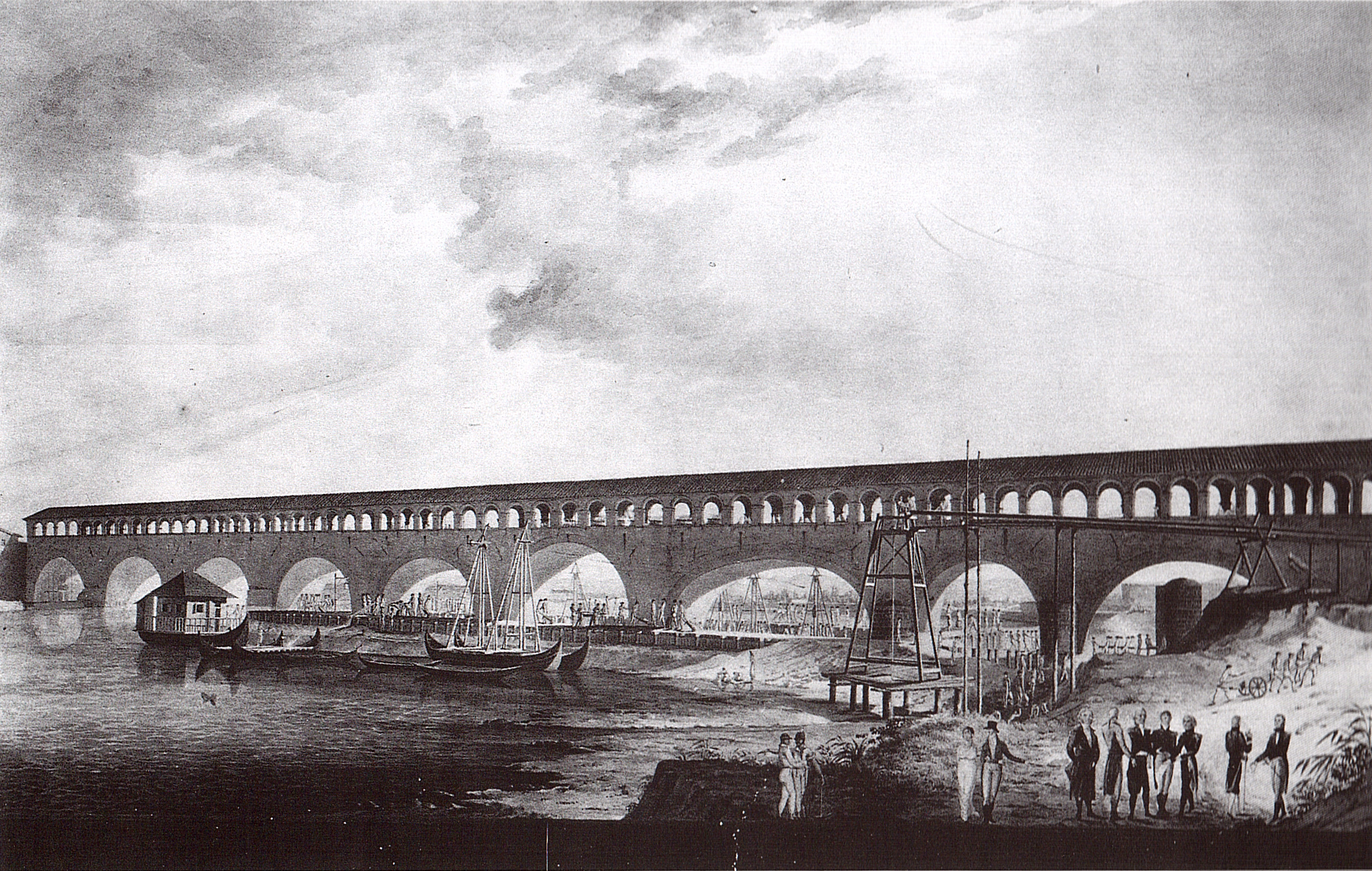
Veduta del ponte coperto sul Tanaro che portava alla Cittadella. XIX secolo

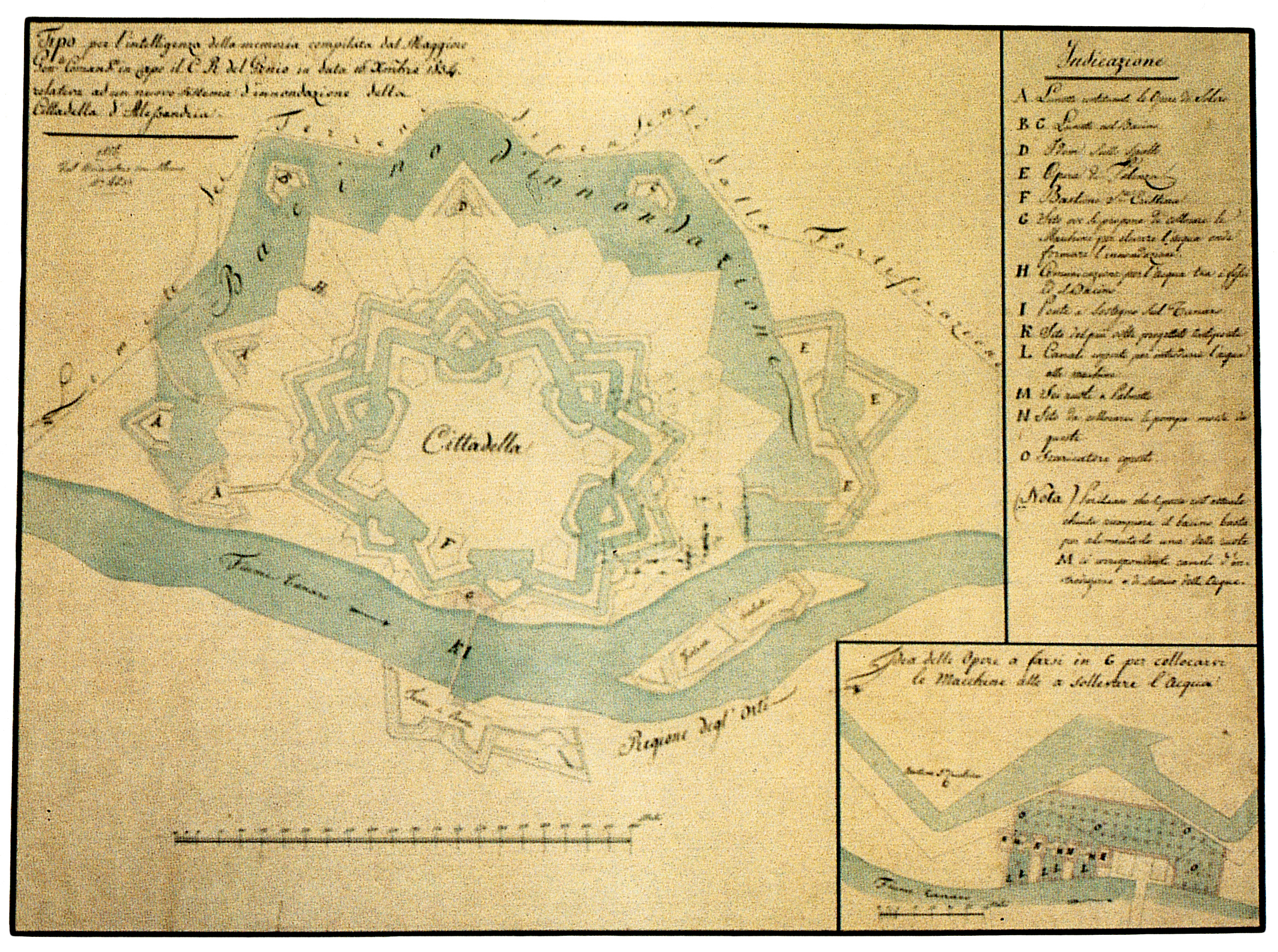
Sistema d'inondazione della Cittadella. 1856

La Cittadella è collegata alla città tramite un ponte, ricostruito nel XXI secolo dall'architetto Richard Meier. In passato il ponte era in pietra e coperto da un tetto in coppi. Il corpo di piazza è circondato da un ampio fossato, protetto da tenaglioni, rivellini, controguardie e ridotte. Vi si accede da un lungo ponte di pietra che conduce a ad una grande area circondata da edifici a più piani disposti secondo l'asse dell'antico quartiere di Bergoglio, tutti coperti da resistenti terrapieni costruiti tra il 1749 e il 1831.

#### Guerra di successione austriaca
La Cittadella venne provata col fuoco la prima volta tra il 1745 e il 1746 quando resistette per sette mesi, durante la Guerra di successione austriaca, all'esercito gallispano (franco-spagnolo). La fortezza era ancora incompleta e non bene armata.

#### Prima Campagna d'Italia
Al termine della prima campagna d’Italia la Cittadella è in mano ai francesi: nel luglio del 1799 fu assediata dall'esercito austro russo di Aleksandr Vasil'evič Suvorov. Dopo tre giorni di bombardamento vennero inflitti gravi danni alle strutture fortificate e i francesi costretti alla resa.

### XIX secolo

#### Occupazione francese
Napoleone Bonaparte, dopo i trionfi della battaglia di Marengo (14 giugno 1800) e l'ascesa al trono imperiale di Francia (2 dicembre 1804), decise di ampliare e restaurare la fortezza e di circondare la città con nuove difese e otto nuove fortificazioni allo scopo di realizzare una grande base logistica destinata a supportare le operazioni dell'esercito francese schierato nel Nord Italia, lo sviluppo urbano era previsto nell'abitato di Marengo.
Durante l'occupazione francese la posizione e l'efficacia delle moderne fortificazioni ha fatto della Cittadella una delle fortezze più spettacolari dell'impero e il più ricco arsenale di tutta Europa. La costruzione e lo stato di conservazione degli edifici napoleonici sono unici. Napoleone voleva fare della Cittadella la “porta orientale” della Francia.

#### Restaurazione

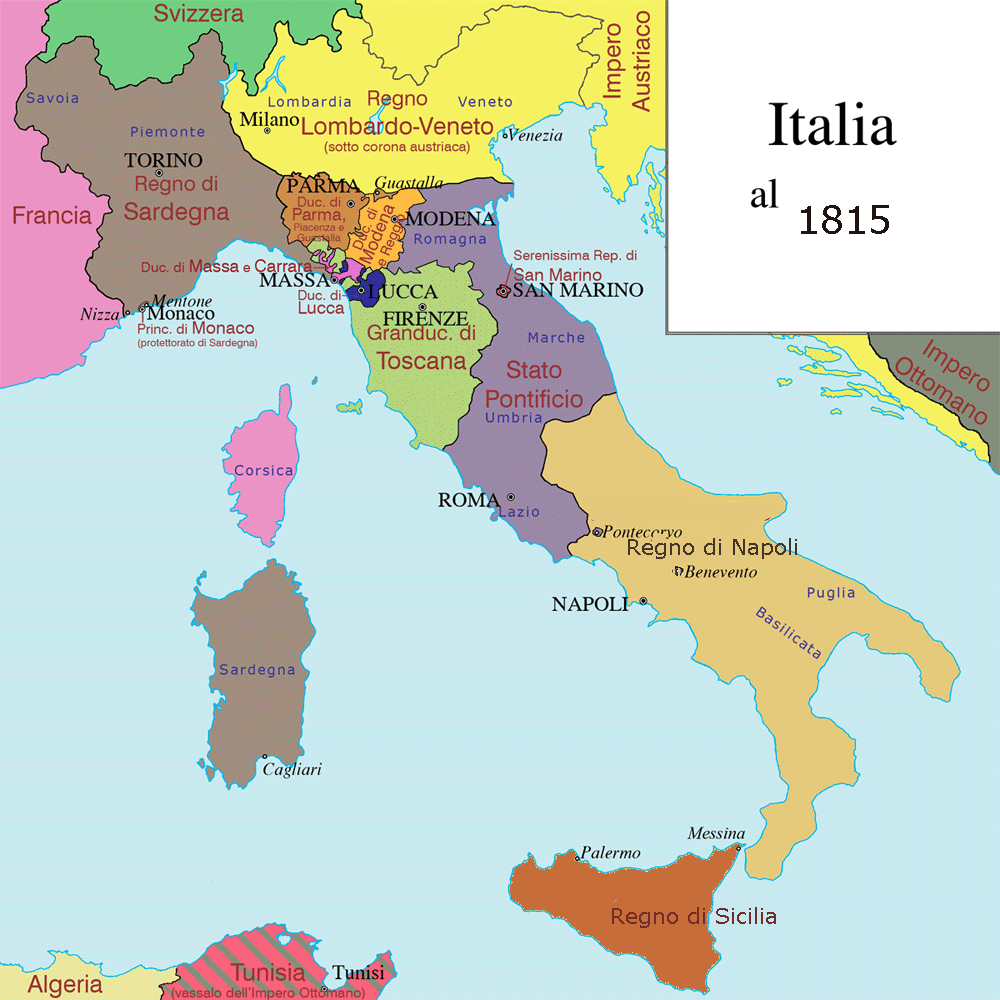
L'Italia disegnata dal Congresso di Vienna

Nel 1814 le armate austriache demolirono il campo trincerato francese risparmiando la Cittadella che fu consegnata al restaurato Regno di Sardegna. Dopo la Restaurazione il ripristino delle antiche mura dei Savoia ha dato ancora una volta un ruolo fondamentale alla Cittadella.
Inizialmente utilizzata come una testa di ponte del nuovo campo trincerato, Alessandria divenne alla metà del XIX secolo importante baluardo contro l'impero austriaco.

#### Risorgimento
Economista, filosofo e politico, Engels non disdegnò di scrivere di questioni militari. In due opere minori del 1859 se ne occupò trattando anche di Alessandria e della sua Cittadella.
Alla confluenza del Tanaro e della Bormida, otto miglia a monte della confluenza di quest’ultima con il Po, si trova Alessandria, la migliore fortezza del Piemonte, che ora sta diventando il punto centrale di un vasto campo trincerato, e copre l’ala meridionale, o destra, della posizione. Le due città distano l’una dall’altra sedici miglia, e il Po scorre parallelamente alla strada che le unisce, ad una distanza di cinque o sei miglia. L’ala sinistra di un esercito schierato su questa posizione è coperta in primo luogo dalla Sesia, e quindi da Casale e dal Po; l’ala destra è coperta da Alessandria e dai fiumi Orba, Bormida, Belbo e Tanaro, che confluiscono tutti nei pressi di Alessandria. Il fronte (la prima linea) è coperto dall’ansa del Po. […] Ma la posizione di Casale e di Alessandria offre un punto debole: essa manca di profondità e le sue retrovie sono completamente scoperte. Gli austriaci, tra il Mincio e l’Adige, hanno un quadrilatero protetto da quattro fortezze, una in ciascun angolo; sul Po e sulla Bormida i piemontesi hanno una linea con due fortezze su ciascun fianco ed un fronte ben difeso, ma le loro retrovie sono completamente scoperte. Ora, aggirare Alessandria dal sud sarebbe azzardato e relativamente inutile; ma Casale può essere aggirata dal nord, se non da Vercelli, almeno da Sesto Calende, Novara, Biella, Santhià e Crescentino; e se un esercito numericamente superiore passasse il Po, a monte di Casale, e attaccasse a tergo i piemontesi, questi sarebbero immediatamente costretti a rinunciare ai vantaggi di una posizione solidamente trincerata, e a combattere in campo aperto. Sarebbe questa la contropartita di Marengo, benché sull’opposta sponda della Bormida. […] 
Ancor più del Belgio, l’Italia settentrionale è da secoli il campo di battaglia sul quale tedeschi e francesi hanno combattuto le guerre chi li hanno visti di fronte. Il possesso del Belgio e della valle del Po è, per chi attacca, la condizione necessaria sia per un’invasione tedesca della Francia, sia per un’invasione francese della Germania: soltanto questo possesso rende completamente sicuri i fianchi e le spalle dell’invasore. Soltanto il caso di una neutralità assolutamente certa di questi paesi potrebbe costituire un’eccezione; e ciò fino ad ora non si e verificato. […] In Piemonte, un miglio sotto Casale, il Po piega il suo corso, fin qui volto ad est, scorre per tre miglia buone in direzione sud-sud-est, poi volta di nuovo verso est. Nella curva settentrionale confluisce da nord la Sesia, in quella meridionale, da sud-ovest, la Bormida. Con questa si uniscono immediatamente prima della confluenza, proprio vicino ad Alessandria, il Tanaro, l’Orba e il Belbo, formando un insieme di linee fluviali confluenti a raggiera verso un punto centrale, il cui punto d’incrocio principale è protetto dal campo trincerato di Alessandria. […] L’importanza di questa posizione per la difesa del Piemonte da attacchi provenienti da oriente era stata già riconosciuta da Napoleone, che di conseguenza aveva fatto nuovamente fortificare Alessandria. Gli avvenimenti del 1814 non confermarono la forza difensiva del luogo: quanto esso valga oggi, avremo forse presto occasione di vedere. […] 
Con l'ammutinamento della Cittadella il 10 marzo 1821 parte l'insurrezione piemontese. Viene issata la bandiera tricolore per la prima volta nella storia del risorgimento. L'insurrezione dilaga ben presto in tutto il Piemonte ma si chiude alla fine di aprile con la repressione austriaca. Così inizia la seconda occupazione austriaca della fortezza che durerà fino al 1823. Gli affiliati alessandrini alla Giovine Italia di Mazzini vengono imprigionati nelle carceri della Cittadella. Oltre ad Andrea Vochieri, patriota alessandrino, ci sono cinque militari. Al termine di un processo sommario, il 20 giugno 1833 vengono tutti condannati alla pena capitale mediante fucilazione.

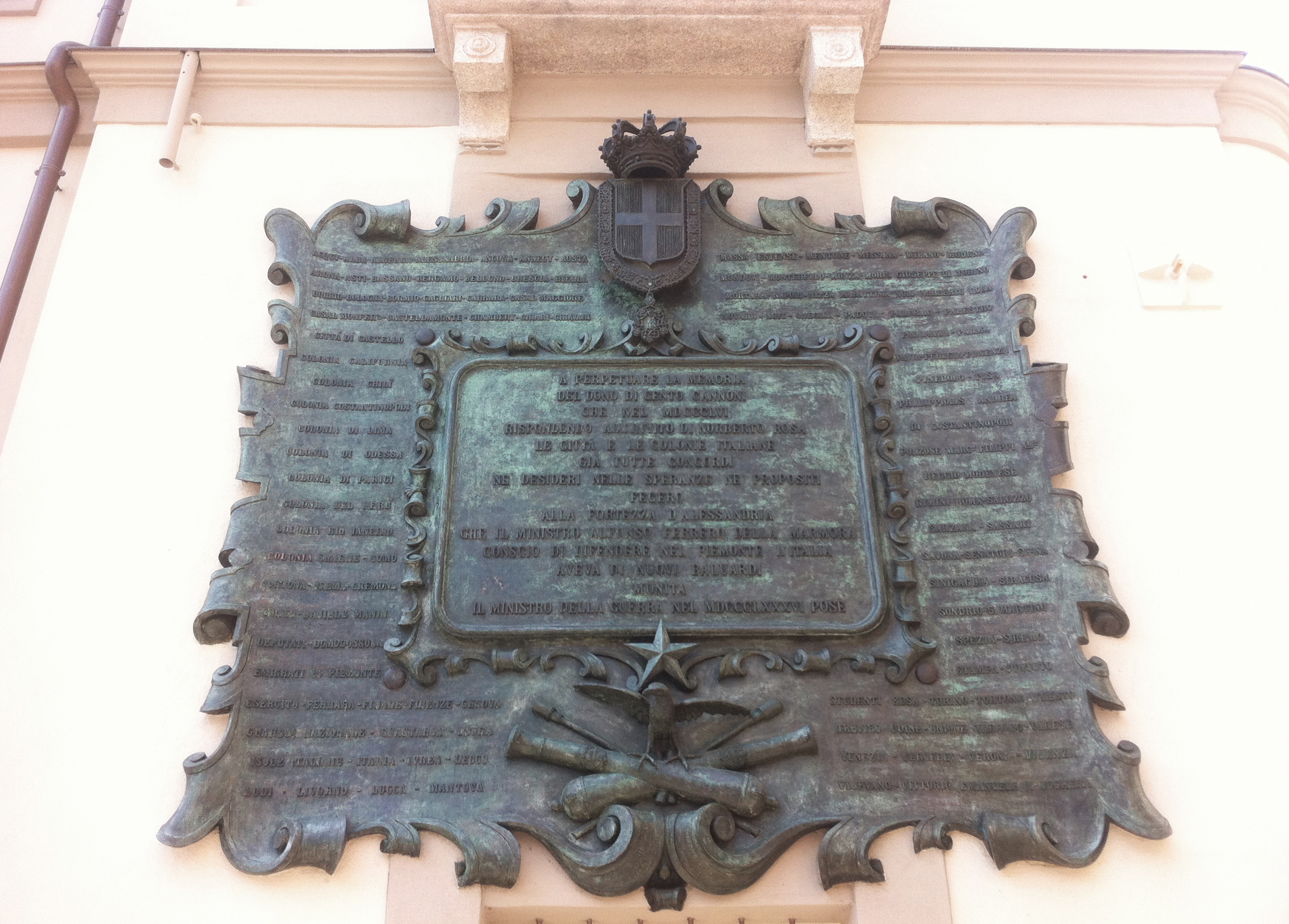
Lapide commemorativa della sottoscrizione per i cento cannoni per la Cittadella

Nel 1849 dopo la sconfitta di Carlo Alberto di Savoia a Novara, segnando la fine della Prima guerra di indipendenza italiana gli austriaci ritornano nuovamente in Cittadella. Dopo soli tre mesi saranno già fuori. Nonostante la brevità per gli italiani il significato simbolico e politico di questa occupazione è molto grande e li convince ad unire le sorti d'Italia con quelle di casa Savoia. Tra il 1854 ed il 1855, in previsione della Seconda guerra di indipendenza italiana (1859), furono erette sui resti delle opere napoleoniche una nuova cinta urbana e un campo trincerato composto da tre forti staccati: Forte Ferrovia, Forte Bormida ed Forte Acqui. Nella primavera del 1855 si radunano in Cittadella i 15.000 uomini del corpo di spedizione sardo-piemontese in Crimea: la partecipazione alla guerra consentirà a Cavour di denunciare al Congresso di Parigi la gravità della situazione italiana sotto il predominio politico, militare ed economico dell'Impero asburgico.
Tra il 1857 e il 1858 con la previsione di una guerra all'Austria sempre più certa, Norberto Rosa, avvocato e scrittore, dalle pagine della Gazzetta del Popolo promuove una sottoscrizione nazionale per dotare la Cittadella di 100 cannoni (uno per ognuna delle 100 città d'Italia): in poco più d'un anno vengono raccolte 151.914,21 lire. Tanto entusiastica fu l'adesione che alla fine i cannoni fusi risultarono centoventotto, nella lapide bronzea che raccoglie in ordine alfabetico i nomi dei donatori ne risultano centoventitré perché alcune città ne donarono più d'uno. Il cannone posizionato nell'angolo nord del Palatium Vetus, nella centrale piazza della Libertà di Alessandria, è l'unico superstite. Fu donato, a proprie spese, dall'alessandrino Carlo Perla, emigrato in Svizzera. Il cannone venne murato, unitamente alla posa della lapide bronzea, nel Palatium Vetus nel 1886, a ricordo della sottoscrizione.
Il 14 maggio 1859 i cannoni nuovi accolgono Napoleone III di Francia in Cittadella, principale base di raduno, maggiore caposaldo in Piemonte e dove ha sede il comando francese, mentre Vittorio Emanuele II e l'armata sarda sono acquartierati fuori città. Il 30 maggio gli alleati muovono contro l'Austria iniziando la guerra che porterà in poco meno di due anni all'unificazione della penisola. Il ministro della Guerra piemontese Alfonso La Marmora fece porre una lapide in bronzo, lo stesso utilizzato per fondere i cannoni, ad imperitura memoria sulla facciata del Palatium Vetus, nella centrale piazza della Libertà di Alessandria.

#### Regno d'Italia
Dopo la proclamazione dell'Unità d'Italia, si susseguirono, a partire dal 1862, numerosi piani di difesa per la città di Alessandria: in un piano del 1871 si prendeva in esame la trasformazione completa delle opere di difesa di Alessandria, considerata come il centro difensivo della frontiera occidentale. Cambiano i fronti strategici e militari e nel 1889 la Cittadella da “fortezza di primo rango” passa a sede di comandi, caserma e deposito logistico poi. In ogni caso la fortezza rimane un sito fondamentale dell'organizzazione territoriale dell'Esercito Italiano.

### XX secolo
Nel 1901 il Genio militare decretò la dismissione della cinta magistrale e nel 1904 la radiazione, dal novero delle fortificazioni dello stato, del Forte di Acqui, dell'Opera di Valenza, di quella sull'isolotto fluviale del Tanaro e tutte le opere di difesa esterne della Cittadella.
In Cittadella sono stati di stanza diversi reggimenti. Si ricorda, in particolare, il 37º Fanteria che, insieme col 38°, forma la Brigata Ravenna che combatté valorosamente sul fronte russo.

#### Seconda guerra mondiale

La Cittadella bombardata nel 1944

Dal 1920 al 1943 la Cittadella fu sede del 37º Reggimento Fanteria (Brigata Ravenna) e da qui partì alla volta della Campagna di Russia.
Il 17 maggio 1943, con Regio decreto-legge n. 566, il Palazzo del Governatore (caserma Beleno) viene dichiarato monumento nazionale.
Dopo l'8 settembre 1943 fu occupata dai tedeschi, poi ripresa dai partigiani nel 1945. Nei giorni dell'Armistizio erano acquartierati i reparti del 371º Reggimento Fanteria, del II Reggimento Artiglieria Divisionale, del II Autocentro, una Compagnia Sussistenza ed una Sanità.
Il mattino del 9 settembre 1943 i tedeschi entrarono in città e presidiarono i punti strategici. Terminata un'ora di tregua, risultato di trattative precedenti, i tedeschi bombardarono l'artiglieria italiana presente in cittadella. La resa fu immediata ed i tedeschi disarmarono tutti gli uomini che vennero caricati sui camion per essere condotti alla stazione ferroviaria per la deportazione in Germania.
Il 5 settembre 1944 Alessandria e la cittadella sono state pesantemente bombardate Sull'area della cittadella i danni non furono molti, come si nota dalla foto aerea militare alleata, ma causò la distruzione di un rifugio antiaereo costruito tra le mura esterne della cittadella e la via Giordano Bruno che costeggia la fortezza. La distruzione del rifugio provocò la morte di 39 civili: uomini, donne, anziani e bambini. Sulla strada, anche in questo caso, oggi è presente una lapide commemorativa.
Il 20 febbraio 1945, davanti ad uno dei bastioni, Luciano Scassi "Stefano", Amedeo Buscaglia, Ettore Gino “Kappa 13”, tutti di GL e Pietro Scaramuzza della Brigata Matteotti - Val Tanaro, vennero fucilati da un plotone di esecuzione tedesco. Oggi una lapide commemorativa ricorda l'evento nel piazzale del bastione di Santa Barbara.
Dopo la liberazione la cittadella è stata anche sede della Força Expedicionária Brasileira (FEB).

#### Secondo dopoguerra
Dal 1953 al 1962 la Cittadella è stata sede del 52º Reggimento artiglieria terrestre "Torino" e successivamente del Corpo di commissariato con funzioni logistiche e di magazzino.
Nel 1994, durante l'alluvione del Tanaro, la cittadella è stata completamente invasa dall'acqua del fiume sia nei fossati che nel corpo di piazza e in ogni stabile subendo gravi danni. Ancora oggi alcune aree, soprattutto i sotterranei degli stabili fortificati, sono riempiti del fango dell'alluvione.

### XXI secolo
Nel 2007 avviene ufficialmente la dismissione della Cittadella da parte del Ministero della Difesa passando di proprietà all'Agenzia del demanio.
Il 18 giugno 2010 è stata inaugurata l' "Esposizione permanente di uniformi, armi e cimeli del Regio Esercito Italiano dal 1848 al 1946", promossa e finanziata dalla Fondazione cassa di risparmio di Alessandria, e collocata presso i locali al piano terra del Palazzo del Governatore (caserma Beleno). Comprende, fra l'altro, l'uniforme da combattimento, in panno, indossata da S.M. il Re Umberto II con il grado da Luogotenente Generale del Regno. È inoltre conservato l'abito indossato da Umberto II il giorno della partenza per l'esilio in Portogallo. La sezione “Enrico Franchini” di Alessandria dell'Associazione Nazionale Bersaglieri attraverso la sua opera di volontariato, cura l'esposizione e ne gestisce le visite. La collezione proviene per la maggior parte dal fondo privato del Cav. Anselmo Aliberti di Saluzzo ed è composta da 1500 pezzi, tutti originali e databili tra il 1848 e il 1946.
Il 22 aprile 2013 viene comunicato dal FAI -Fondo Ambiente Italiano- che la Cittadella di Alessandria ha ottenuto la prima posizione nella classifica dei Luoghi del Cuore 2012 per Il VIº censimento dei luoghi italiani più amati al mondo.
Il 10 marzo 2014 l'Agenzia del demanio, che per conto dello Stato cura e gestisce la Cittadella di Alessandria, ha bandito una gara per la "Concessione di Valorizzazione del bene immobile denominato Compendio Cittadella, sito nel Comune di Alessandria, via Pavia s.n.c., ex art. 3 bis del D.L. n. 351/2001, convertito, con modificazioni, dall'art. 1 della L.n. 410/2001”.
Il 4 maggio 2014, durante una conferenza stampa tenutasi a Vienna, la Cittadella di Alessandria è stata inserita da Europa Nostra e dalla Banca europea degli investimenti tra i sette monumenti europei per il programma di tutela di siti storici "7 Most Endangered", cioè in grave pericolo che hanno bisogno di azioni di valorizzazione.
L'8 febbraio 2016 è stata formalizzata ufficialmente la consegna del complesso monumentale della Cittadella di Alessandria dall'Agenzia del Demanio (Direzione Regionale Piemonte e Valle d'Aosta) alla Soprintendenza per i Beni Architettonici e Paesaggistici per le province di Novara, Alessandria e Verbano-Cusio-Ossola, organo periferico del Ministero dei beni e delle attività culturali e del turismo. Con la riforma organizzativa degli Uffici periferici del Ministero, sempre nel 2016, viene istituita la Soprintendenza Archeologica, Belle Arti e Paesaggio per le province di Alessandria, Asti e Cuneo (competente per la tutela di tutto il patrimonio culturale del Piemonte meridionale), che nella Cittadella ha la propria sede legale.

## Lapidi e monumenti commemorativi
- Monumento commemorativo per la vittoria della Prima Guerra mondiale - Piazza d'armi.
- Sacrario in memoria ai caduti del 37º Reggimento di Fanteria - Sotterranei dell'ex ospedale militare (caserma Giletti)
- Lapidi commemorative in memoria ai caduti del Reggimento di Fanteria - Facciata dell'ex ospedale militare (caserma Giletti)
- Lapide commemorativa in memoria ai caduti del bombardamento (5 settembre 1944) - Via Giordano Bruno, in fronte al bastione san Michele
- Lapide commemorativa in memoria ai partigiani fucilati in cittadella (20 febbraio 1945) - Bastione santa Barbara

## Struttura architettonica
Visione complessiva della struttura architettonica della Cittadella.
1. Corpo di Guardia
2. Porta Reale
3. Armeria
4. Quartiere Forni
5. Quartiere di San Michele
6. Polveriera di san Michele
7. Quartiere San Tommaso
8. Officina San Tommaso
9. Deposito San Tommaso
10. Porta Asti
11. Piccolo arsenale
12. Vasca acqua piovana, latrine
13. Quartiere San Carlo
14. Deposito San Carlo
15. Deposito San Carlo
16. Stazione Radio
17. Polveriera del Beato Amedeo
18. Magazzino del Genio
19. Palazzo del Governatore
20. Tettoia artiglieria (demolita)
21. Salle d'Artifice
22. Polveriera di Sant'Antonio (demolita)
23. Bastione Sant'Antonio
24. Bastione Santa Cristina
25. Bastione San Michele
26. Bastione San Tommaso
27. Bastione San Carlo
28. Bastione Beato Amedeo
29. Falsabraga di Sant’Antonio
30. Ridotto della mezzaluna di Sant’Antonio
31. Mezzaluna di Sant'Antonio
32. Controguardia della mezzaluna di Sant'Antonio
33. Controguardia del bastione di Sant'Antonio
34. Mezzaluna di Santa Cristina
35. Mezzaluna di San Michele
36. Controguardia del bastione di San Michele
37. Falsabraga di San Tommaso
38. Ridotto della mezzaluna di San Tommaso
39. Mezzaluna di San Tommaso
40. Controguardia della mezzaluna di San Tommaso
41. Controguardia del bastione di San Tommaso
42. Falsabraga di San Carlo
43. Ridotto della mezzaluna di San Carlo
44. Mezzaluna di San Carlo
45. Controguardia della mezzaluna di San Carlo
46. Controguardia del bastione di San Carlo
47. Falsabraga del Beato Amedeo
48. Ridotto della mezzaluna del Beato Amedeo
49. Mezzaluna del Beato Amedeo
50. Controguardia della mezzaluna del Beato Amedeo
51. Controguardia del bastione del Beato Amedeo
52. Lunette napoleoniche

1. Sortita del Beato Amedeo
2. Sortita di Sant'Antonio
3. Sortita di San Michele
4. Sortita di San Tommaso
5. Galleria di San Carlo
6. Camminamento coperto (linea tratteggiata)
7. Piazza d'Armi
8. Saplto

### Corpo di piazza
1. Corpo di Guardia. La struttura del corpo di guardia è caratterizzata da una facciata con portico a quattro arcate ed è posizionata davanti all'ingresso principale (Porta Reale) prima del ponte dormiente.
2. Porta Reale. L'edificio a pianta rettangolare a due piani, è l'ingresso principale alla Cittadella ed è situato tra i bastioni di Santa Cristina e Sant'Antonio. L'accesso è collegato da un ponte dormiente che lo collega al rivellino per la difesa della porta stessa. Il ponte dormiente, lungo 74 metri, attraversa gran parte del fossato. È stato ricostruito dopo il 1945 dal Genio militare, per sostituire quello originario in gran parte distrutto. L'ultimo tratto di ponte dormiente era costituito da un ponte levatoio. Oggi rimangono, all'interno della porta, i meccanismi di sollevamento denominati "Dobenheim" (dall'ideatore l'ingegnere francese Alexandre-Magnus d'Obenheim). Gli stessi meccanismi sono presenti anche nella Porta del Soccorso sul lato verso la campagna verso Asti.
3. Armeria. La struttura è stata progettata e realizzata nel 1812, durante il periodo napoleonico. Si tratta di un edificio a tre piani di cui i primi due organizzati in tre navate parallele con la centrale più ampia rispetto alle due esterne. Il terzo piano è caratterizzato da un'unica navata con soffitto ad arco a sesto acuto. In seguito prese il nome di "caserma Montesanto".
4. Quartiere Forni. Anche questo palazzo risale al periodo napoleonico ed è stato progettato nel 1808 dall'architetto francese François Charles Louis Chasseloup-Laubat. Attualmente si articola su tre piani con una sistemazione a tre navate. È stato l'ultima sede del Comando della Cittadella. All'interno è presente un salone d'onore.
5. Quartiere di San Michele. In principio il Quartiere San Michele è stato destinato ad uso dell'Ospedale militare. In un secondo periodo venne trasformato in quartiere aggiungendo strutture perpendicolari al corpo principale formando tre cortili interni. Questa soluzione richiama quella del cortile dell'Accademia Reale di Torino. I lavori di costruzione di questo complesso cominciarono nel 1769 su progetto di Giovanni Battista Borra. In seguito cambiò il nome in "caserma Giletti".
6. Polveriera di san Michele. La polveriera di San Michele, antistante l'ingresso dei sotterranei del bastione di San Michele, versa in buone condizioni generali di conservazione. Sono presenti due cortili interni che agiscono da intercapedine. Gli arredi sono ancora presenti compresi i rivestimenti lignei a protezione della polvere nera contro l'umidità. Da notare che il rivestimento ligneo interno non presenta nessun chiodo ma la struttura è progettata ad incastro. Questo per evitare potenziali rischi di esplosione causati da possibili scintille per la percussione di eventuali chiodi in metallo durante i lavori di manutenzione.
7. Quartiere San Tommaso. Il Quartiere San Tommaso fu il primo, degli edifici a prova di bomba, ad essere costruito. I primi lavori cominciarono nel 1749 e si conclusero dopo il 1756.
8. Officina San Tommaso.
9. Deposito San Tommaso.
10. Porta Asti. La porta è situata nel settore nord-occidentale della Cittadella sulla congiunzione dei bastioni di San Tommaso e San Carlo. Esisteva un ponte levatoio, come per la Porta Reale, del quale restano all'interno dell'androne i meccanismi di sollevamento. Di tutto il sistema di ponti dormienti e ponti levatoi che conducevano all'esterno della Cittadella, verso Asti, rimangono alcuni segmenti diroccati e visibilmente infestati dalla vegetazione.
11. Piccolo arsenale.
12. Vasca acqua piovana, latrine.
13. Quartiere San Carlo. Il Quartiere San Carlo è della prima metà del XVIII secolo è stato progettato dall'architetto Giovanni Battista Borra. Si articola su tre livelli (due fuori terra e uno sotterraneo), con estradossi delle volte a sesto rialzato a prova di bomba. In seguito cambiò nome in "caserma Monte Grappa".
14. Deposito San Carlo.
15. Deposito San Carlo.
16. Stazione Radio.
17. Polveriera del Beato Amedeo. Questa polveriera, al contrario di quella di san Michele, versa in condizioni di maggior degrado esterno.
18. Magazzino del Genio. Questo magazzino è stato uno degli ultimi progetti della Cittadella e fu realizzato tra il 1831 e il 1833.
19. Palazzo del Governatore. Lorenzo Bernardino Pinto progettò nel 1761 questo fabbricato che è costituito da tre avancorpi aggettanti. La struttura è sviluppata su tre piani fuori terra più un piano sotterraneo. L'atrio di ingresso è diviso in tre navatine da pilastri ed è arricchito da volte a vela. In seguito modificò il nome in "Caserma Beleno".
20. Tettoia artiglieria (demolita).
21. Salle d'Artifice. Le prime notizie sui progetti di questo edificio risalgono al 1812 relativi ad una struttura edificata a padiglione con quattro piano compreso un sotterraneo.
22. Polveriera di Sant'Antonio (demolita).

a. Sortita del Beato Amedeo.
b. Sortita di Sant'Antonio.
c. Sortita di San Michele.
d. Sortita di San Tommaso.
g. Piazza d'Armi. La piazza d'armi misura circa 22.000 metri quadrati e si affacciano quattro strutture: Palazzo del Governatore, Quartiere di San Michele, la Salle d'Artifice e il Quartiere San Carlo. Tutti gli altri edifici sono raggiungibili dalla piazza con ampie vie e viali.

### Sistema delle fortificazioni
Il grandioso sistema fortificato della Cittadella è giunto al XXI secolo pressoché intatto. È costituito da sei bastioni o baluardi, di cui quattro casamattati in epoca napoleonica e dotati di cavalieri con gallerie, quattro doppie mezzelune, due rivellini privi di ridotto arcuati in gola, nove controguardie e quattro tenaglie a difesa di altrettante cortine, il sistema del fossato con il muro di controscarpa, un cammino coperto come estrema linea di fuoco, lo spalto esterno.

#### Bastioni
I bastioni sono sei, di forma pentagonale. Due originali e quattro modificati in epoca napoleonica.
1. Bastione di Sant'Antonio. In origine era solo cinta bastionata con gallerie di demolizione, in epoca napoleonica fu colmato con la costruzione delle tre grandi gallerie centrali, delle due gallerie laterali di collegamento per accedere alle sei cannoniere e, in fondo, alla galleria di demolizione. Il bastione è sormontato da Cavalieri, opere in muratura e terrapieni al cui interno è stata costruita una galleria perimetrale che serviva da stalla. Poteva essere inoltre utilizzato per difesa, utilizzando le due file di aperture laterali. Al centro, come per i bastioni di Santa Cristina e San Carlo, il ramparo per portare sulla sommità l'artiglieria.
2. Bastione di Santa Cristina. Terrapieno sormontato da Cavalieri, in muratura, e terrapieni pure loro, servivano a portare in alto, per avere la prevalenza di tiro delle artiglierie.
3. Bastione di San Michele. v. Bastione di Sant'Antonio
4. Bastione di San Tommaso. v. Bastione di Sant'Antonio
5. Bastione di San Carlo. v. Bastione di Santa Cristina
6. Bastione del Beato Amedeo. v. Bastione di Sant'Antonio

f. Camminamento coperto (linea tratteggiata).

#### Sistema difensivo dei fossati
1. Falsabraga di Sant’Antonio.
2. Ridotto della mezzaluna di Sant’Antonio.
3. Mezzaluna di Sant'Antonio.
4. Controguardia della mezzaluna di Sant'Antonio.
5. Controguardia del bastione di Sant'Antonio.
6. Mezzaluna di Santa Cristina.
7. Mezzaluna di San Michele.
8. Controguardia del bastione di San Michele.
9. Falsabraga di San Tommaso.
10. Ridotto della mezzaluna di San Tommaso.
11. Mezzaluna di San Tommaso.
12. Controguardia della mezzaluna di San Tommaso.
13. Controguardia del bastione di San Tommaso.
14. Falsabraga di San Carlo.
15. Ridotto della mezzaluna di San Carlo.
16. Mezzaluna di San Carlo.
17. Controguardia della mezzaluna di San Carlo.
18. Controguardia del bastione di San Carlo.
19. Falsabraga del Beato Amedeo.
20. Ridotto della mezzaluna del Beato Amedeo.
21. Mezzaluna del Beato Amedeo.
22. Controguardia della mezzaluna del Beato Amedeo.
23. Controguardia del bastione del Beato Amedeo.
24. Lunette napoleoniche.

e. Galleria di San Carlo.
h. Spalto.

## Personaggi celebri in Cittadella

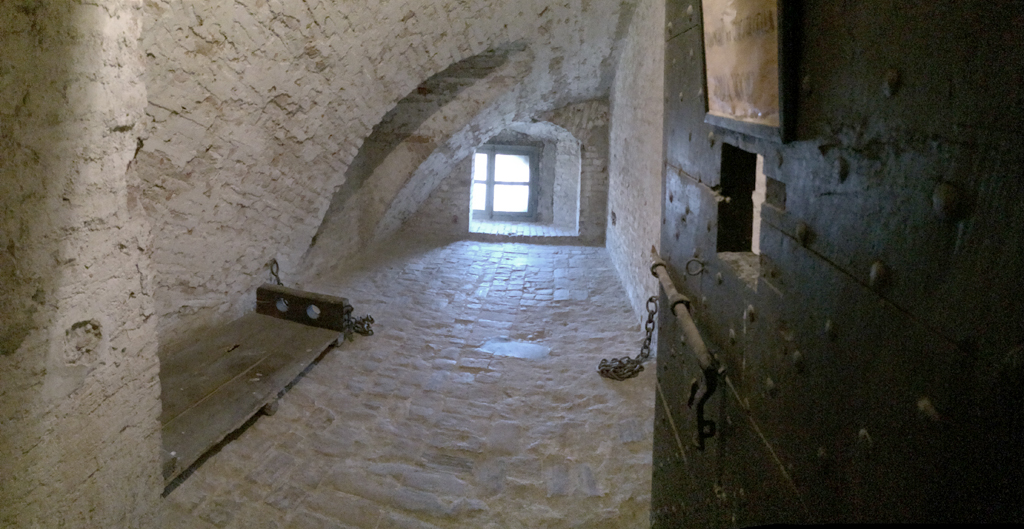
Cella di Andrea Vochieri all'interno del Palazzo del Governatore

- Andrea Vochieri - imprigionato e poi fucilato, maggio/giugno 1833
- Giuseppe Pomba - imprigionato il 24 dicembre 1836, con un mese di carcere, per aver introdotte da Parigi copie dell'Assedio di Firenze
- Giuseppe Garibaldi - imprigionato, settembre 1867[biblio 11]
- Giovannino Guareschi - imprigionato, 8 settembre 1943[biblio 12]

## Nei media
- Nella Cittadella di Alessandria è stata girata anche una miniserie televisiva, Violetta.
- Alla Cittadella è dedicato un copione per “teatralconcerto” titolato Il bambino della Cittadella [biblio 13].

## Galleria d'immagini

### Tavole

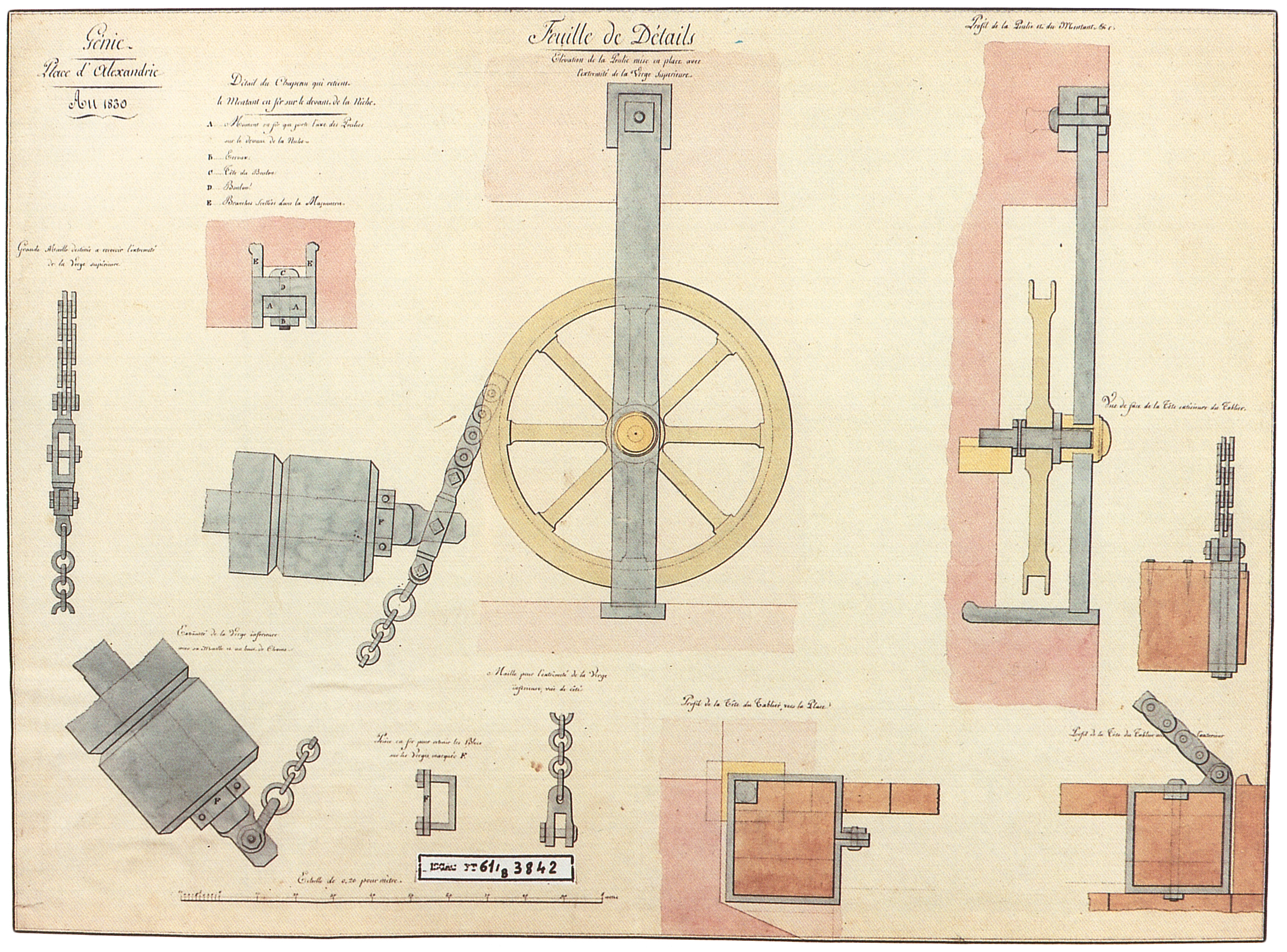
Particolari costruttivi di un ponte mobile "alla Dobenheim". 1830
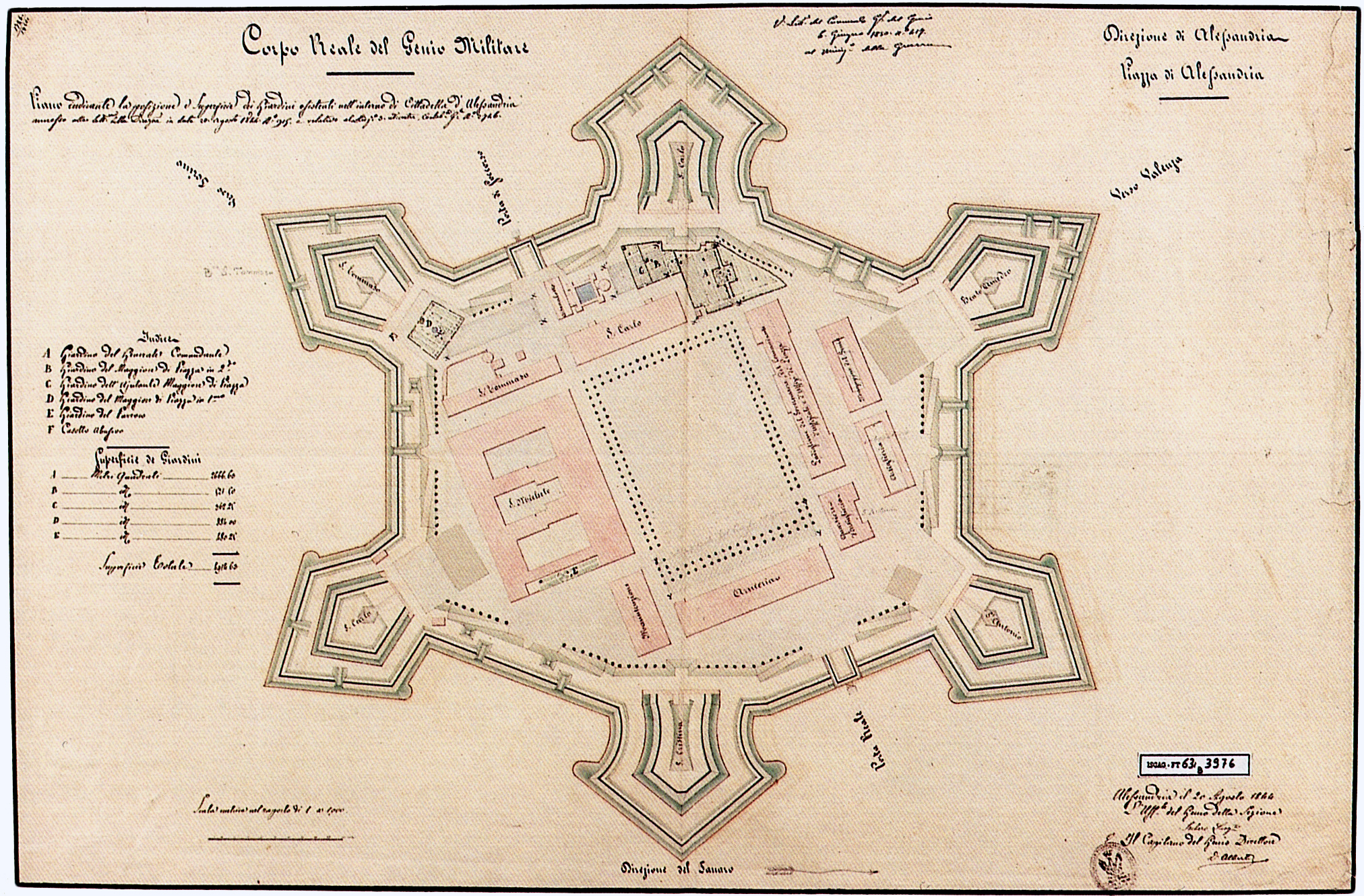
Posizione e superficie dei giardini all'interno della Cittadella. 1844
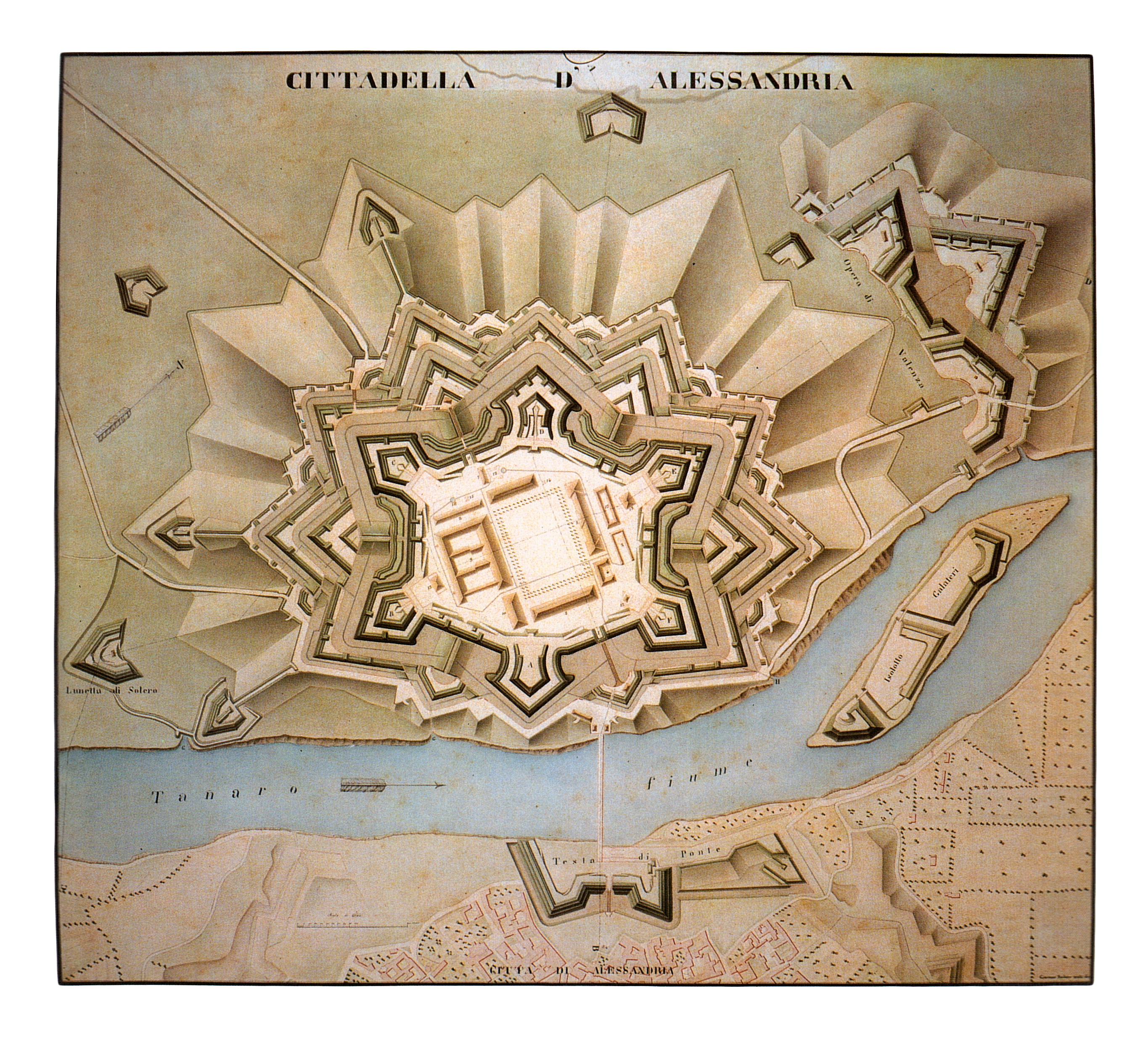
Espansione delle fortificazioni. 1846
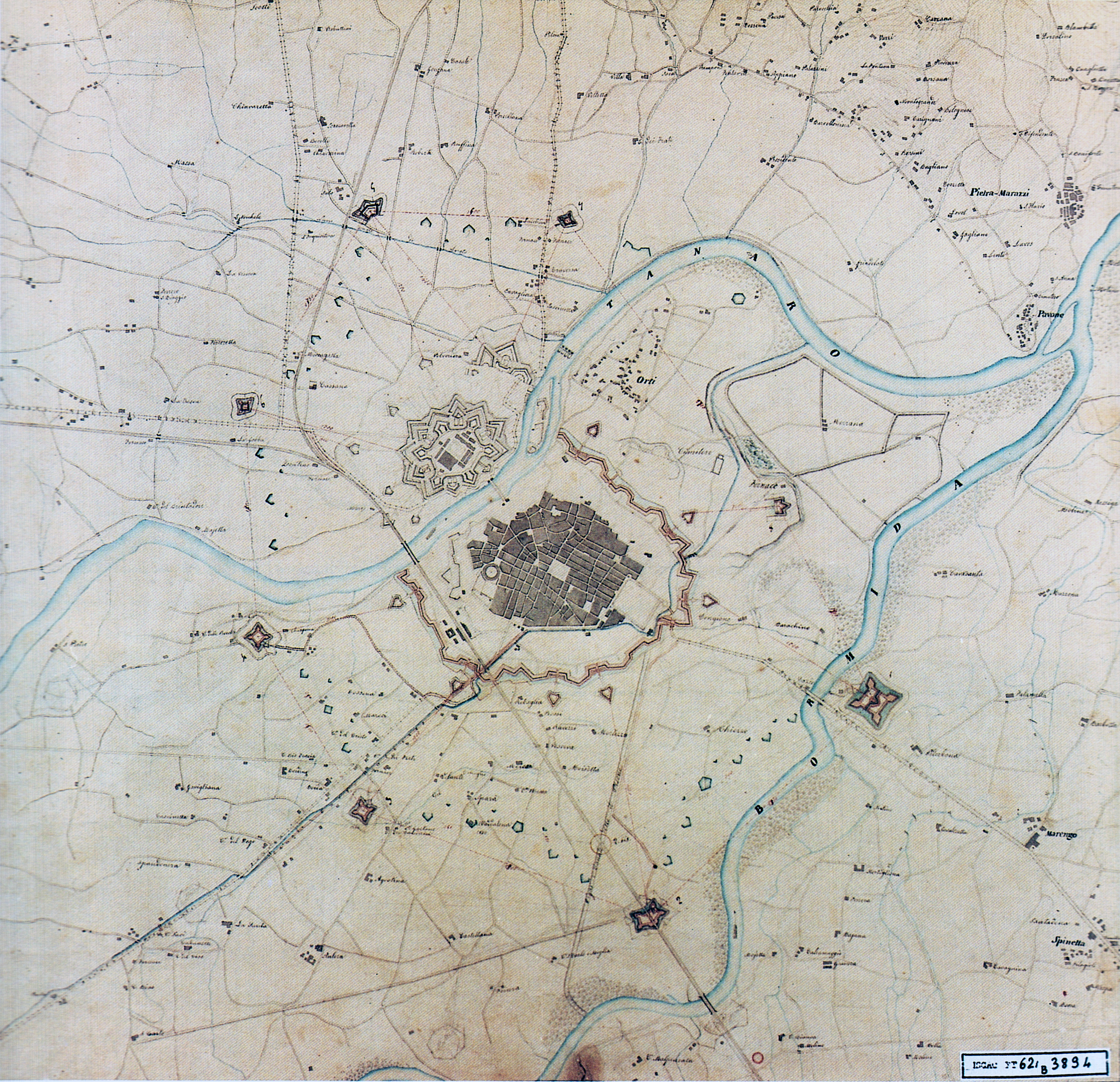
Ipotesi di campo trincerato attorno alla "piazza" di Alessandria. Anonimo, 1856
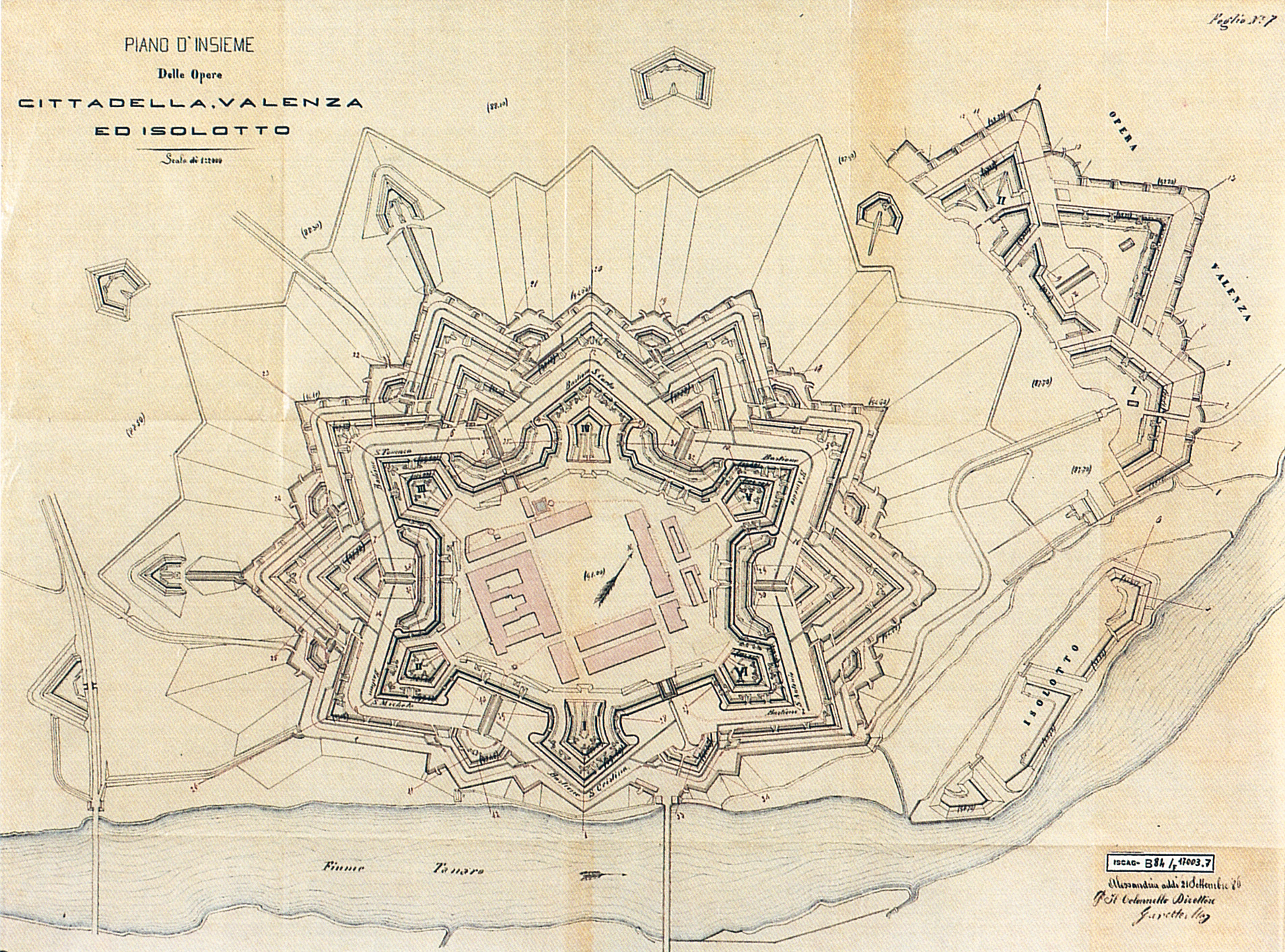
Piano d'insieme delle fortificazioni. 1886

### Ritratti

Vittorio Amedeo II di Savoia
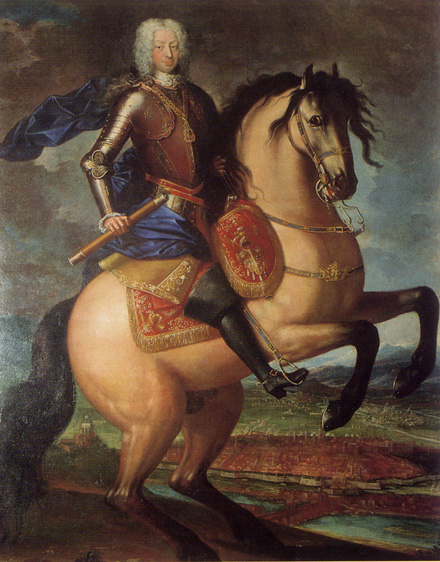
Carlo Emanuele III di Savoia
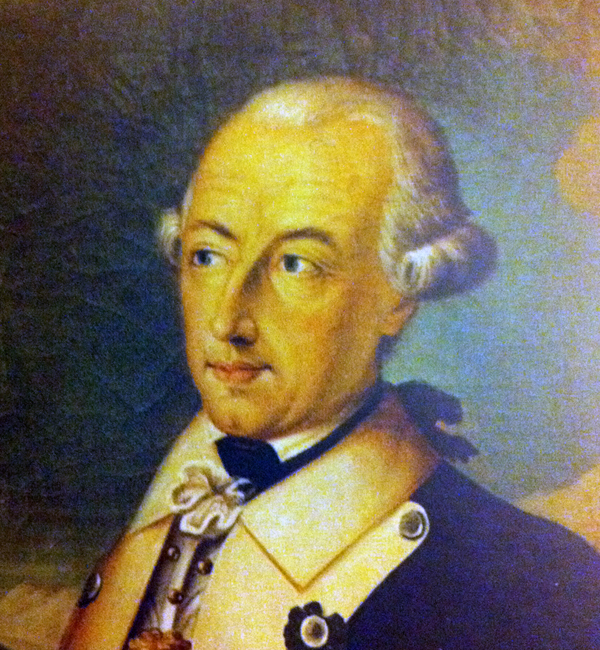
Conte Giuseppe Francesco Ignazio Bertola d'Exilles, architetto
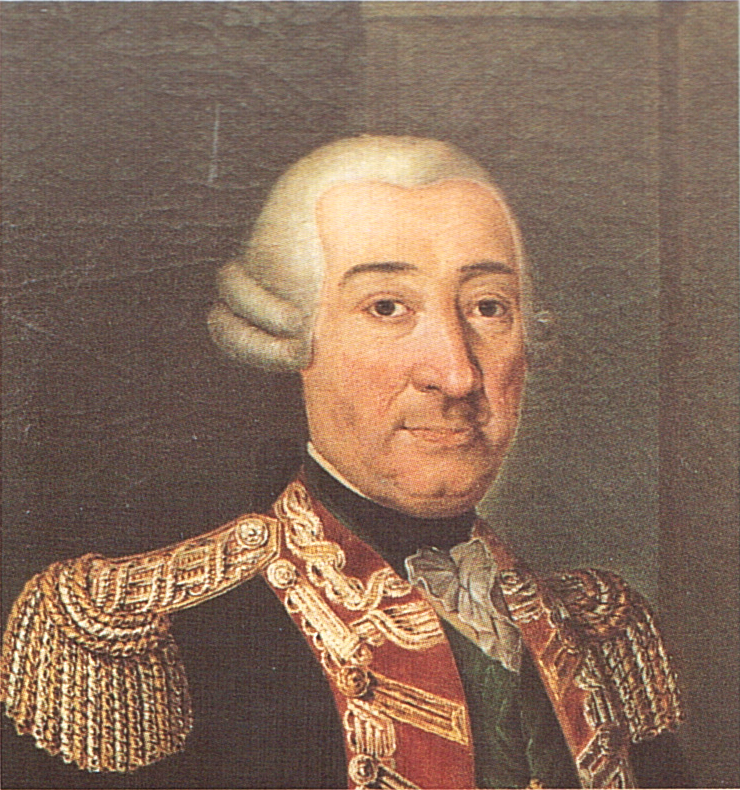
Conte Lorenzo Bernardino Pinto, Gen. Comandante in capo del Corpo Reale del Genio.
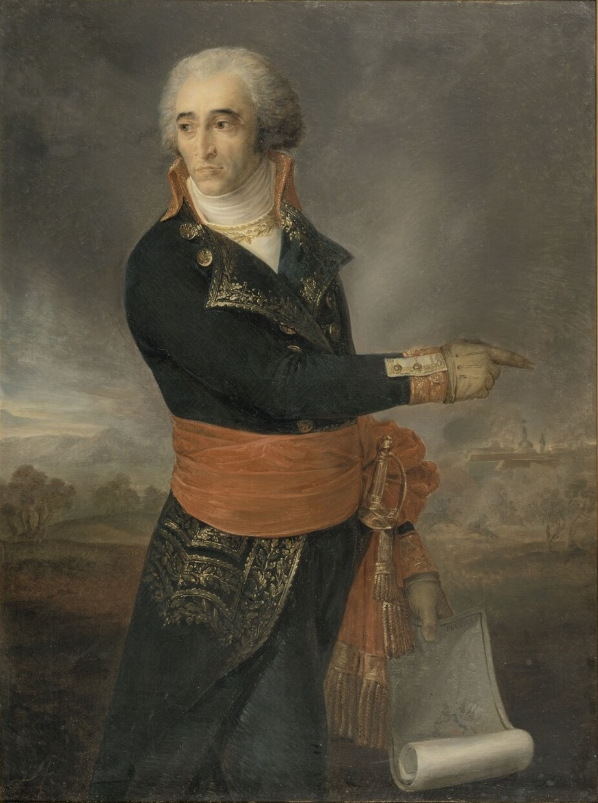
François Charles Louis Chasseloup-Laubat, Gen. del Genio Francese.

### Varie

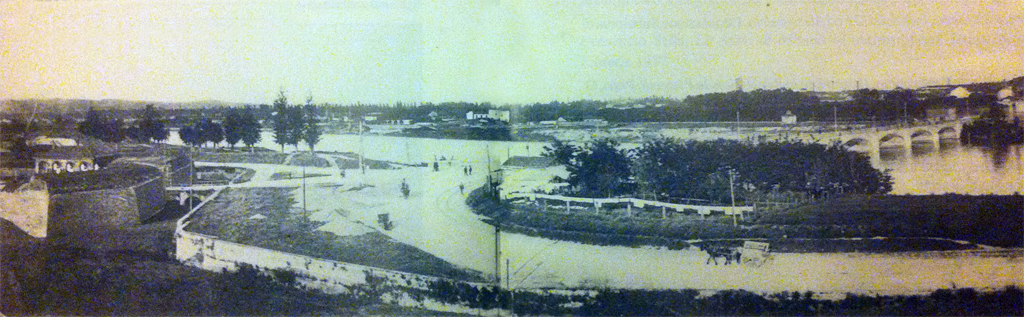
Panorama della Cittadella e del fiume Tanaro
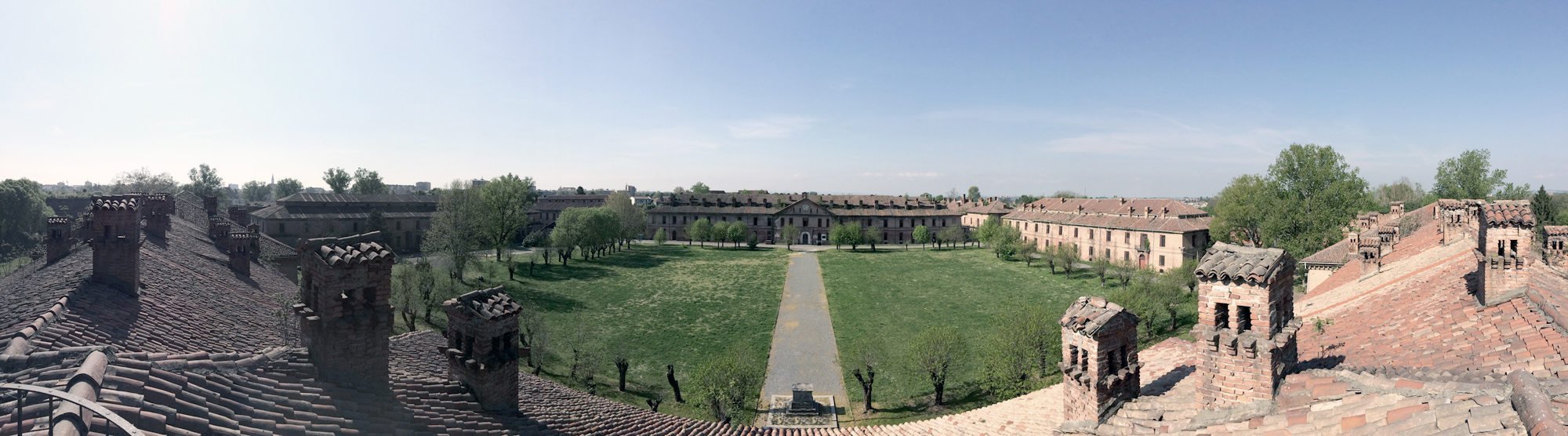
Piazza d'Armi
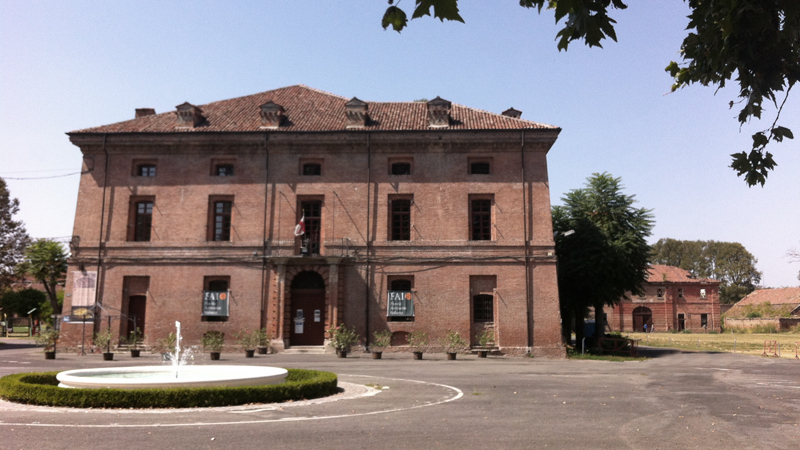
Quartiere degli Artiglieri
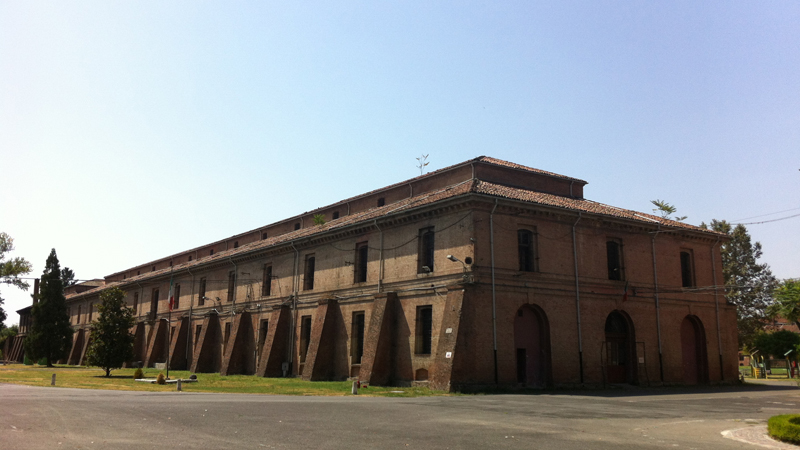
Arsenale
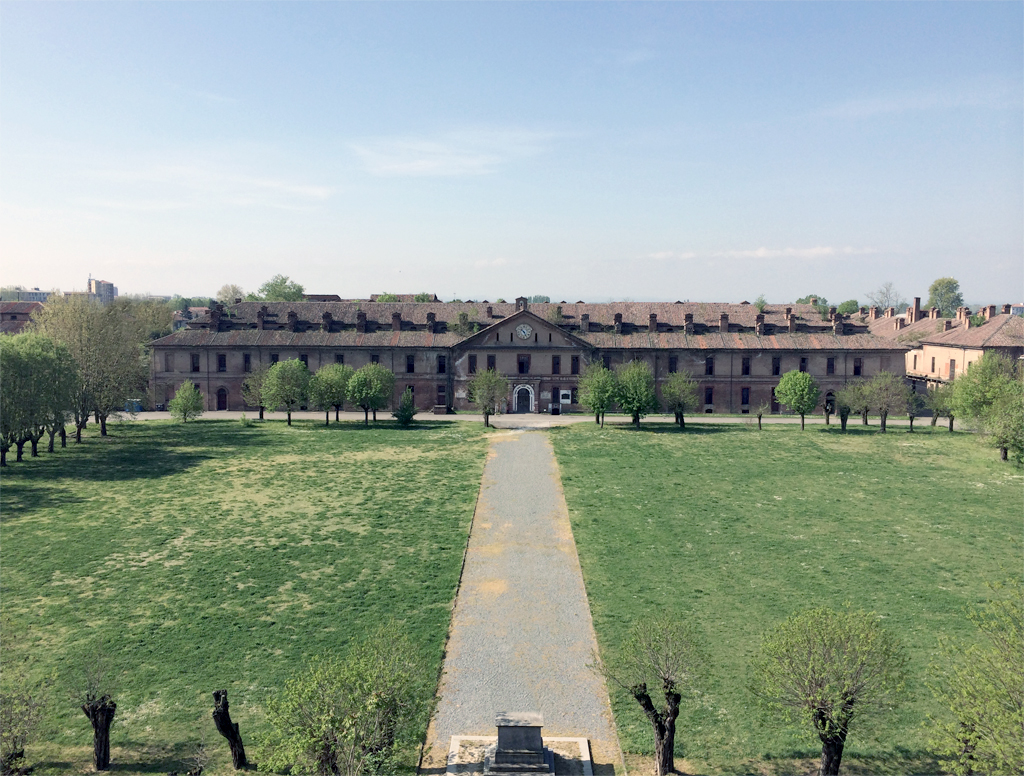
Sullo sfondo il Quartiere San Michele
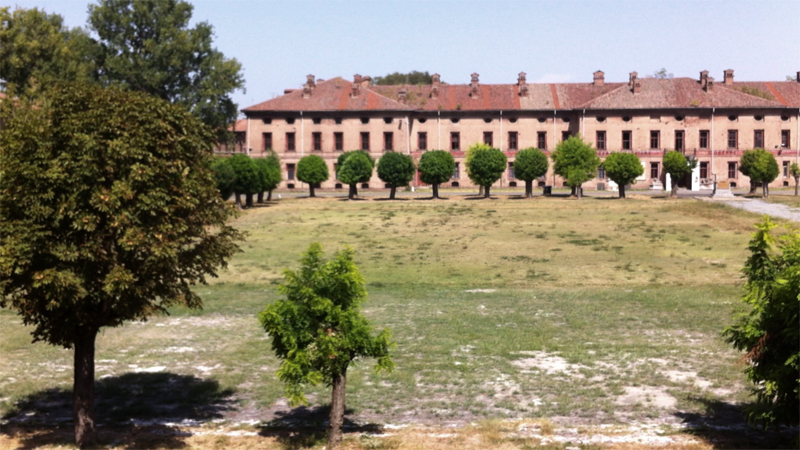
Palazzo del Governatore
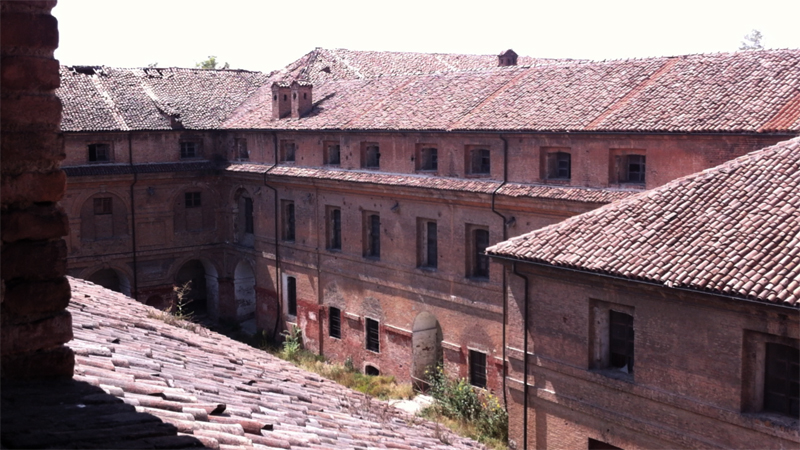
Uno dei cortili interni del quartiere San Michele
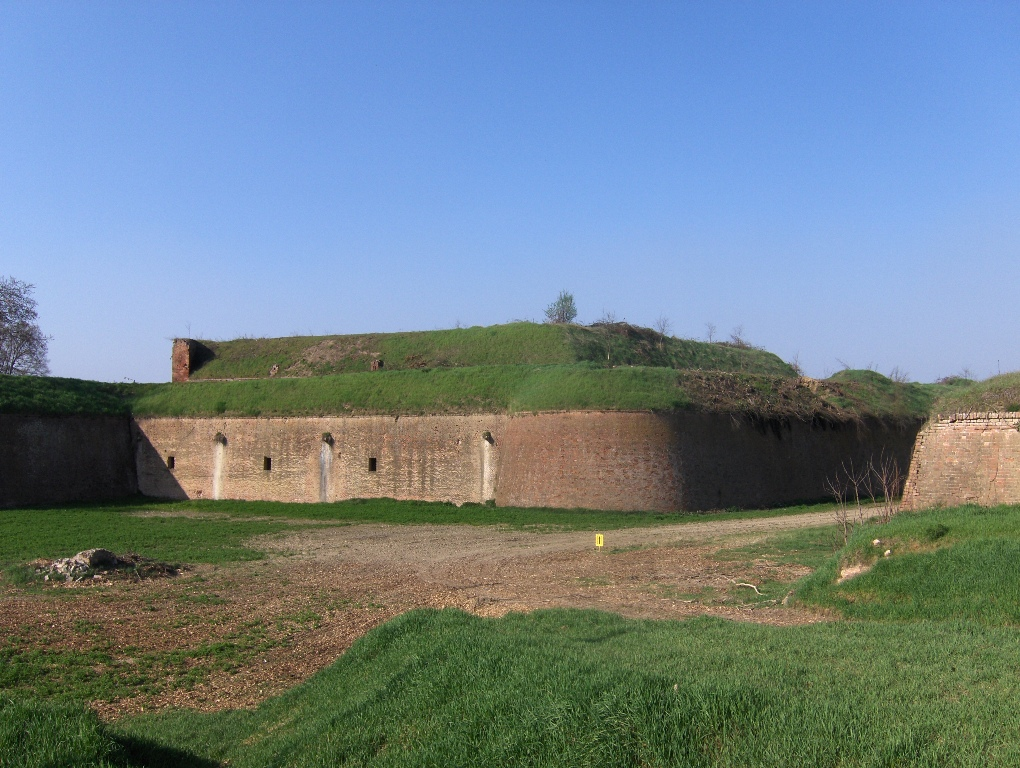
Bastione
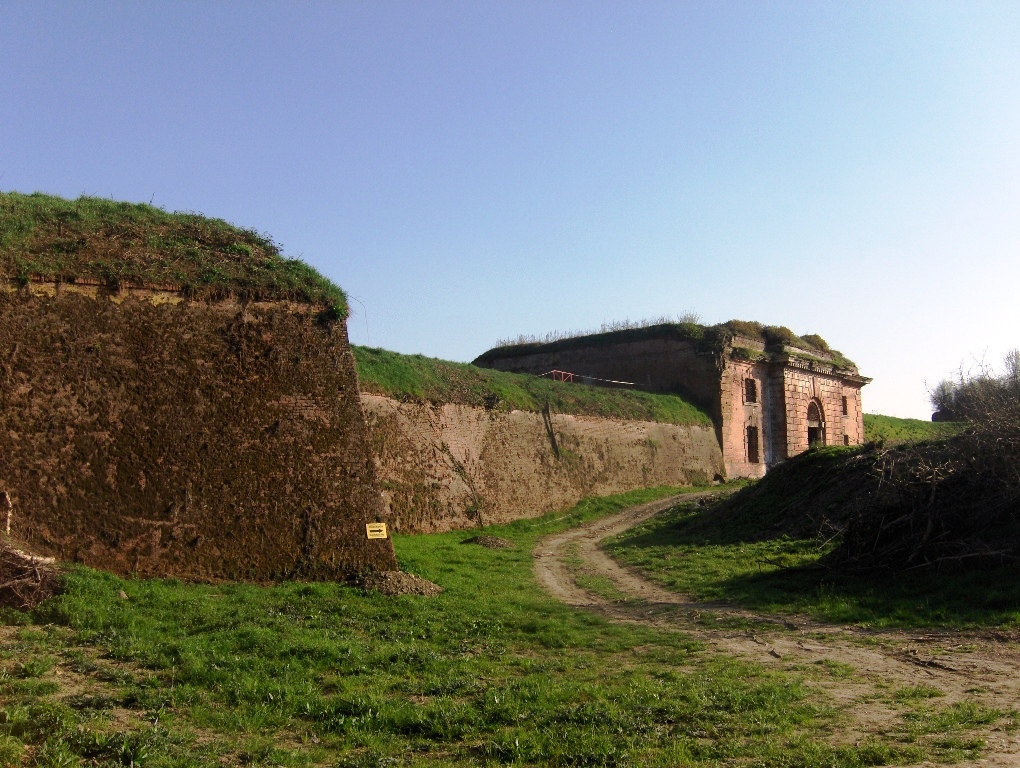
Porta di soccorso o Porta d'Asti
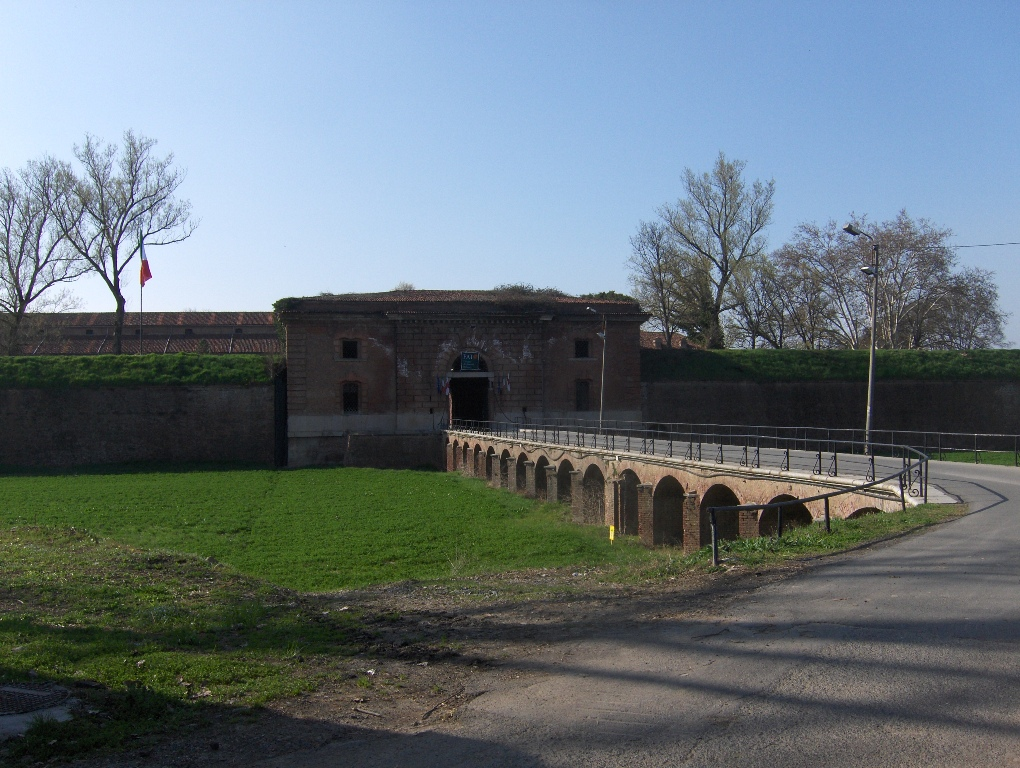
Porte Reale
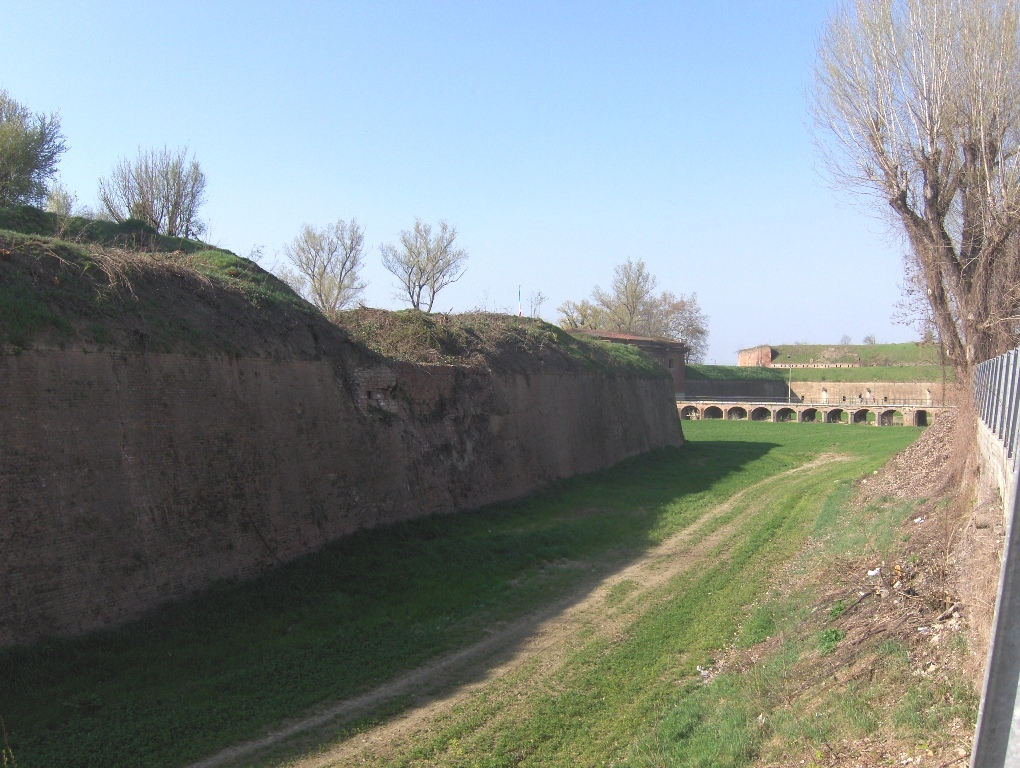
Muro danneggiato da una bomba d'aereo durante la seconda guerra mondiale
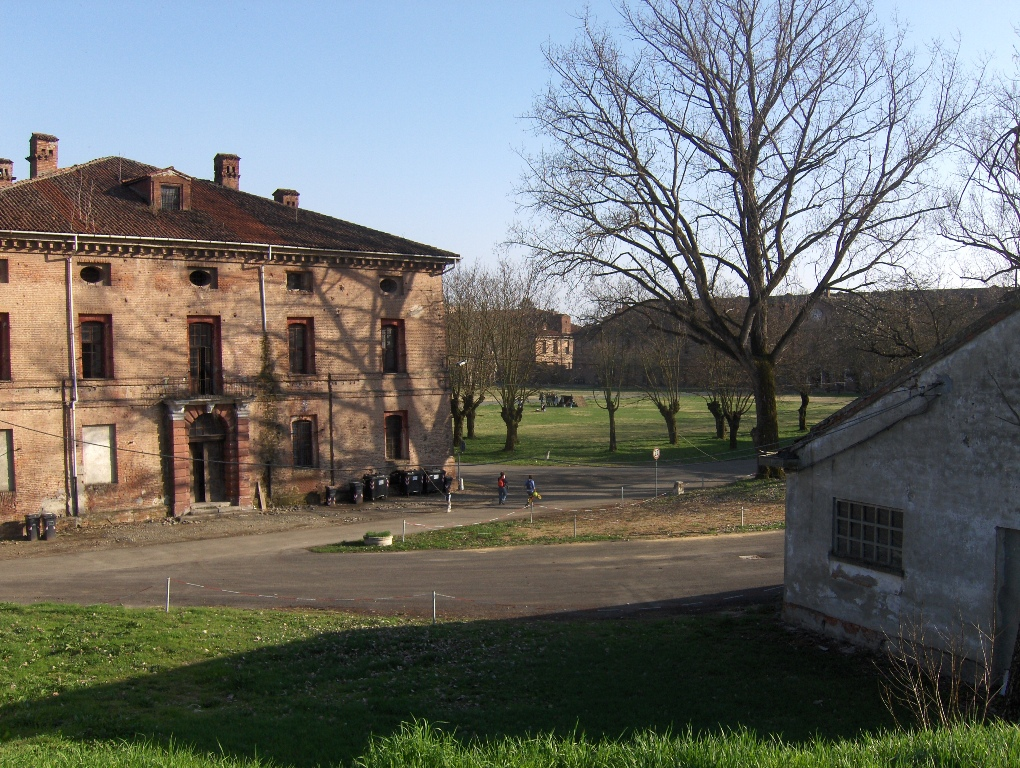
L'interno della citadella
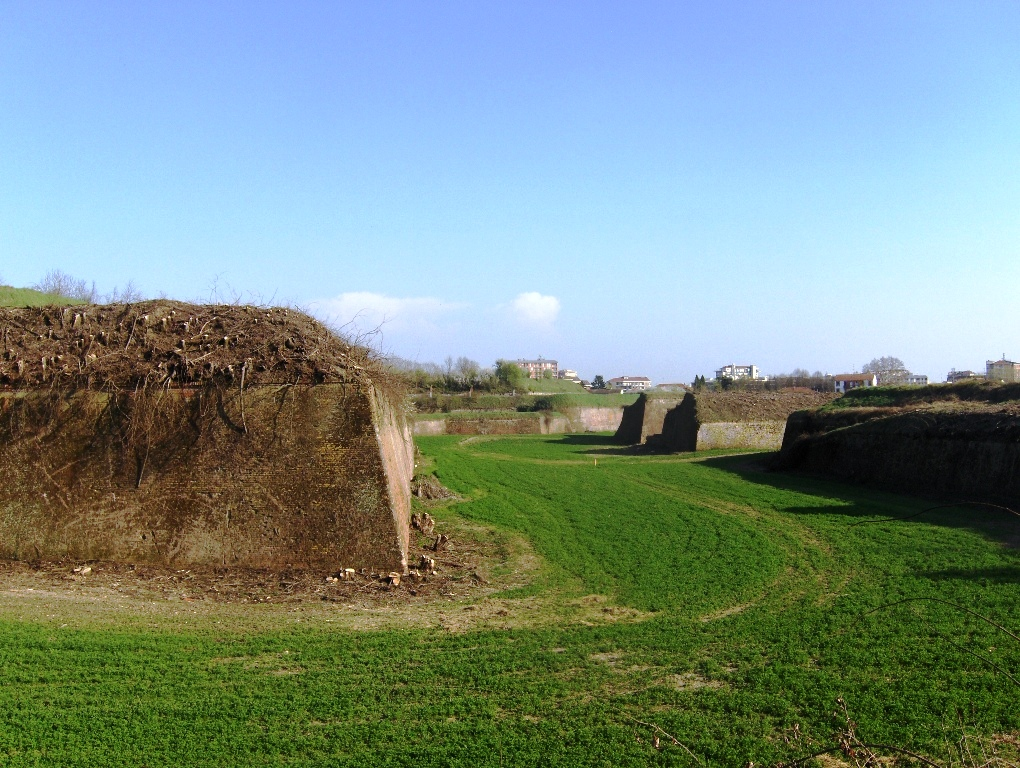
Bastione e mura con la città di alessandria in secondo piano

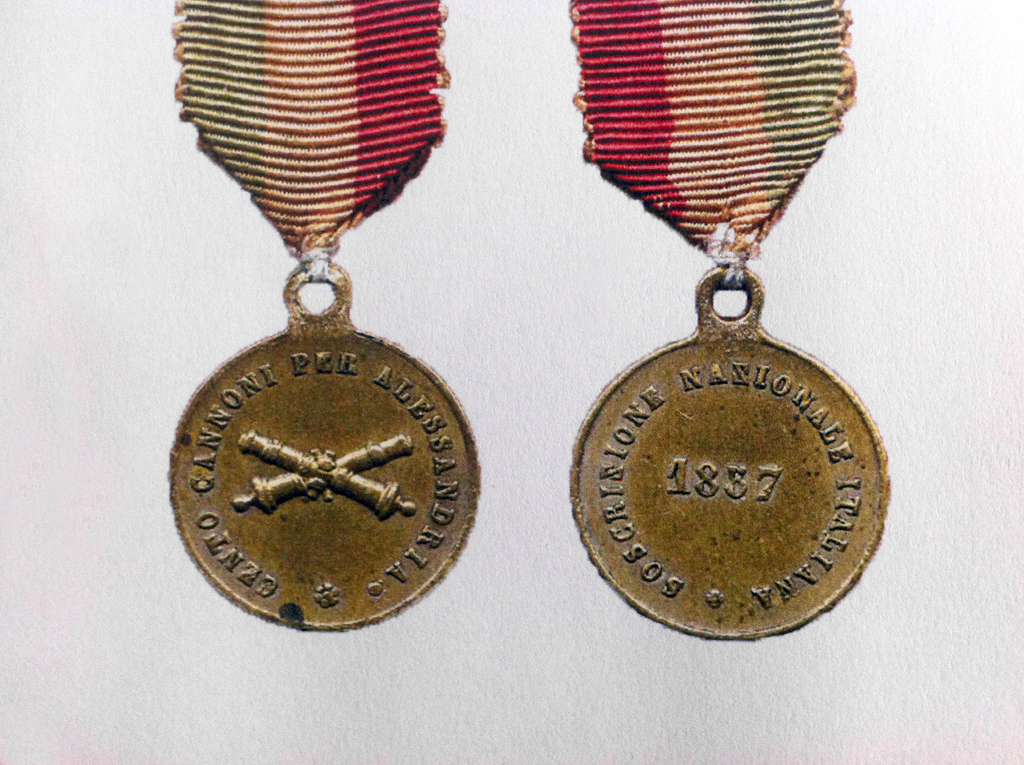
Medaglia commemorativa della sottoscrizione dei Cento Cannoni per la Cittadella
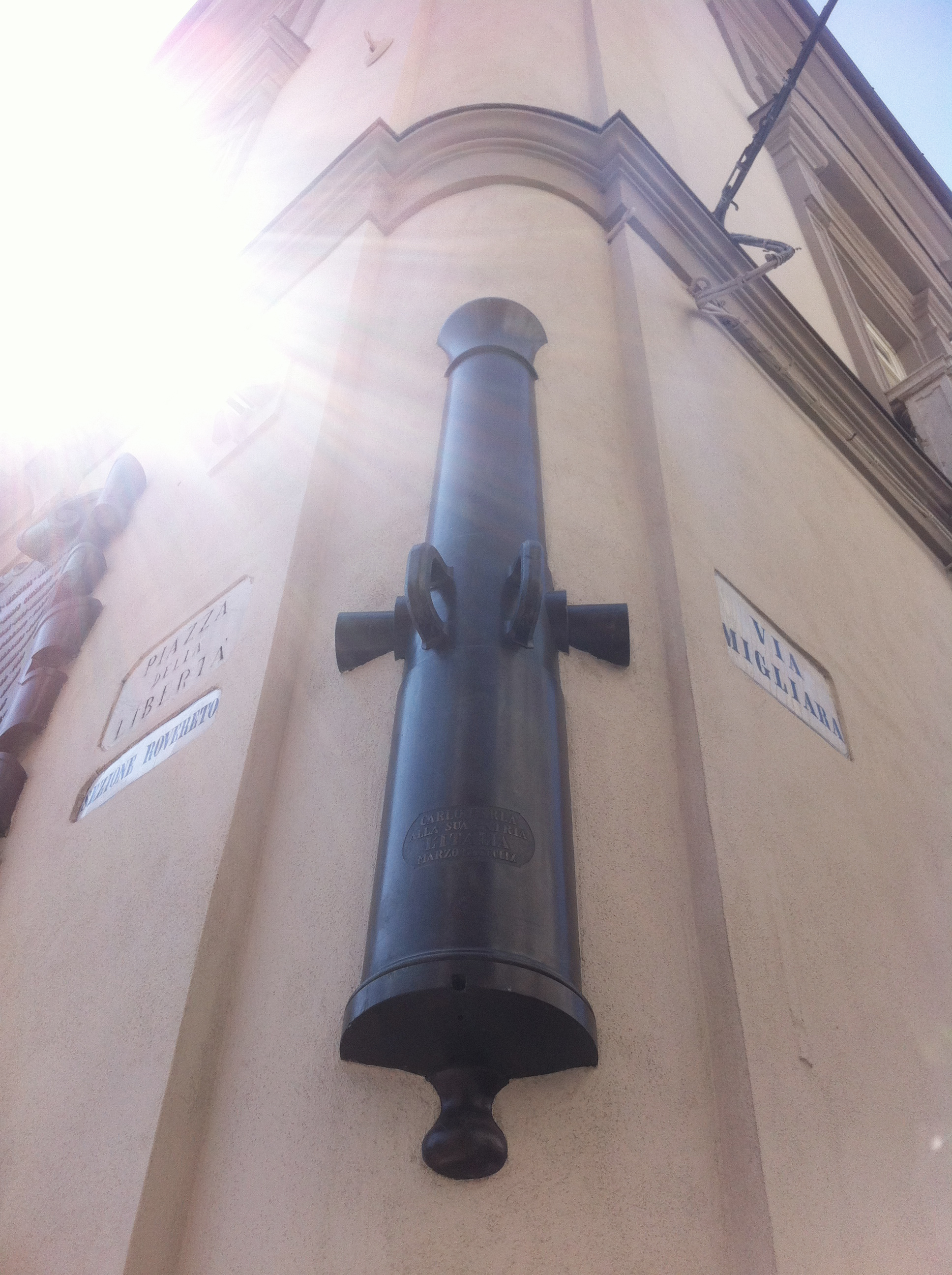
Uno dei due cannoni superstiti dei 128 fusi per la sottoscrizione dei Cento Cannoni per la Cittadella

### Esplicative
1. ↑  Ufficialmente dismessa dal Ministero della Difesa nel 2007 e consegnata all'Agenzia del Demanio.  Ministero della Difesa, Elenco immobili consegnati all'Agenzia del Demanio ai sensi del Decreto interdirettoriale 25 luglio 2007 (PDF), su difesa.it, 25 luglio 2008. URL consultato il 26 aprile 2016.
2. ↑   3ª Div. fanteria "Ravenna" che riunisce il 37º e 38º Reggimento fanteria "Ravenna" e l'11º Reggimento artiglieria "Ravenna"
3. ↑   52º Reggimento artiglieria terrestre "Torino" dal 1953 al 1962
4. ↑   Corpo di commissariato dell'Esercito italiano
5. ↑  In realtà si tratta di uno dei tanti miti risorgimentali. Il tricolore non era il vessillo verde-bianco-rosso dell'attuale bandiera italiana, ma quello con i colori della carboneria, blu-rosso-nero
6. ↑  ASTO, Corte, Materie Militari, Intendenza Generale Fabbriche e Fortificazioni, Mazzo 1 d'addizione, Ristreto del speso dalli 26 Febbraio 1727 sino al giorno 23 maggio attorno le fortificazioni di questa città di Alessandria.
7. ↑  demolito a fine Settecento su ordine di Napoleone.
8. ↑  demolito ad inizio Ottocento su ordine di Napoleone.
9. ↑  Bergoglio, durante il seicento, era già stato più volte assediato e preso dalle forze francesi che ne avevano fatto un baluardo avanzato per offendere la città.
10. ↑  La grande spianata di terreno, che l'opera fortificata necessitava, doveva essere lasciata libera alla vista dei difensori e quindi non costituire possibili punti di riparo per il nemico. Nell'area era vietato qualsiasi tipo di coltivazione o la presenza di alberi.
11. ↑  Il fossato è largo 50 metri davanti ai bastioni e 120 metri davanti alle cortine. Esistono collegamenti con il fiume Tanaro attraverso un sistema di paratie e di chiuse che ne potessero deviare il corso fluviale per essere appunto inondato. Nell'immagine proposta a lato del testo è possibile evincere il sistema di inondazione.
12. ↑  La lapide porta in cima lo stemma dei Savoia e, immediatamente sotto, a corona, i nomi dei sottoscritori nel seguente ordine: Acqui, Alba, Albenga, Alessandria, Ancona, Annecy, Aosta, Arona, Asti, Bassano, Bergamo, Belluno, Brescia, Biella, Bobbio, Bologna, Bormio, Cagliari, Carrara, Casal Maggiore, Casale Monferrato, Castellamonte, Chambery, Chiari, Chiavari, Città di Castello, Colonia California, Colonia Chilì, Colonia Costantinopoli, Colonia di Lima, Colonia di Odessa, Colonia di Parigi, Colonia del Perù, Colonia Rio de Janeiro, Colonia Smirne, Como, Cortona, Crema, Cremona, Cuneo, Daniele Manin, Deputati, Domodossola, Emigrati in Piemonte, Esercito, Ferrara, Finale, Firenze, Genova, Guardia Nazionale, Guastalla, Intra, Isole Italiane, Italia, Ivrea, Lecco, Lodi, Livorno, Lucca, Mantova, Massa Estense, Mentone, Messina, Milano, Modena, Mondovì, Montebello, Monza, Moris Gius di Torino, Mortara, Napoli, Nizza Marittima, Noli, Norberto Rosa, Novara, Novi, Oneglia, Padova, Palermo, Palestro, Pallanza, Parma, Pavia, Perugia, Piacenza, Pinerolo, Pisa, Philippiolis Andrea di Costantinopoli, Ponzone, Marchese Filippi Alessandro, Reggio Modenese, Rimini, Roma, Saluzzo, Sarzana, Sassari, Savona, Senatori, Siena, Sinigaglia, Siracusa, Sondrio, S. Marino, Spezia, S. Remo, Stampa, Statuto, Studenti, Susa, Torino, Tortona, Trento, Treviso, Udine, Unione, Varallo, Varese, Venezia, Vercelli, Verona, Vicenza, Vigevano, Vittorio Emanuele II, Voghera. Nella parte centrale della lapide è inciso il seguente testo: "A PERPETUARE LA MEMORIA / DEL DONO DI CENTO CANNONI / CHE NEL MDCCCLVI / RISPONDENDO ALL'INVITO DI NORBERTO ROSA / LE CITTÀ E LE COLONIE ITALIANE / GIÀ TUTTE CONCORDI / NE DESIDERI NELLE SPERANZE NE PROPOSITI / FECERO / ALLA FORTEZZA D'ALESSANDRIA / CHE IL MINISTRO ALFONSO FERRERO DELLA MARMORA / CONSCIO DI DIFENDERE NEL PIEMONTE L'ITALIA / AVEVA DI NUOVI BALUARDI / MUNITA / IL MINISTRO DELLA GUERRA NEL MDCCCLXXXVI POSE"
13. ↑  dal sito dell'Agenzia del demanio Archiviato il 10 marzo 2014 in Internet Archive.
14. ↑  Europa Nostra News

### Bibliografiche
1. ↑  Giovanni Spadolini, prefazione a "La Cittadella di Alessandria, una fortezza per il territorio dal settecento all'unità"
2. ↑  Memorie Guasco, 136v
3. ↑  Memorie Guasco, 135v-136r.
4. ↑  Nel suo viaggio in Italia, tra il 1728 e il 1729, Charles-Louis de Secondat, Barone de La Brède e di Montesquieu, passò per Alessandria e assistette alla costruzione della cittadella, o meglio alla demolizione del Bergoglio. Nelle brevi note si trova conferma di alcune circostanze controverse, e puntò anch'egli l'attenzione sui problemi diplomatici legati alla costruzione: L'8 settembre 1728 siano entrati nell'alessandrino, lasciando a nord il Monferrato. È un paese molto grasso e fertilissimo. Abbiamo trovato il Tanaro a circa 1 miglio da Asti; va verso Alessandria, e riceve la Bormida a 2 miglia oltre Alessandria […]. Il Tanaro separa la città dal sobborgo, che vi è unito da un ponte in pietra. Questo sobborgo è chiuso in una fortificazione; un anno fa circa il re di Sardegna vi ha fatto demolire quasi tutte le case, per costruirvi una cittadella. Ma si sa che l'Imperatore ha fatto sospendere l'opera. Dato che scavando si trova l'acqua, bisognerà costruire la cittadella su dei pali di fondazione, quando oseranno iniziare i lavori.. Montesquieu
5. ↑  "[...] Il Capo degli Ingegneri Colonnello Ignazio Bertola, uomo molto esperto della militare architettura, assai stimata dal Re e sui era noto il lavoro intraprese (indi intralasciato) dagli Spagnuoli nel 1688 per restringer Bergoglio, e ridurlo a Fortezza reale, si oppose ad un tal progetto, ed opinò che il sito proposto non era proprio all'erezione della nuova Cittadella, che invi riuscirebbe difettosa in molte parti, e in particolare perché trovandosi collocata in messo a due Fiumi difficilmente sarebbesi, in contingenze d'assedio, potuta soccorrere a motivo delle frequenti, e improvvise escrescenze dell'acque. Che essendo detta Piazza in quel sito non si otteneva lo scopo di S.M. il quale era di coprire colla medesima le confinanti sue Provincie, giacché in occasioni di guerra avrebbe il nemico agevolmente potuto lasciare un corpo di truppe in osservazione della Cittadella già circoscritta dai predetti fiumi, e scorrere liberamente il Paese. Che il ridotto proposto alla testa del Ponte non era sufficiente ad impedire le ostili incursioni, per essere cosa di poco sguardo, incapace di molta truppa, e facile ad essere superato. Propose adunque che la Città si dovesse lasciare qual era, e solo ripararne le vecchie muraglie per mantenerle nel miglior modo possibile. Che si atterrasse Bergoglio per ivi innalzare una forte, e regolare Cittadella, da cui si potrebbe dominare egualmente Alessandria, e la circostante pianura. Che gli abitanti d'esso quartiere avrebbero comodo esito di collocarsi nella Città, la quale diverrebbe più popolata, e vistosa per le nuove fabriche di Chiese, d'Edifici pubblici, e case, che senza dubbio vi si sarebber costrutte col tempo. Che la Cittadella colà eretta potrebbe al pari ricevere in contingenze di nemica aggressione i congrui aiuti da Cittadini per messo del Ponte, che ad essa conduce. In somma fece il Bertola osservare che erigendosi nel posto da lui ideato la nuova Fortezza, si evitava la massima parte degli inconvenienti sovradescritti, e rendeasi la medesima abbastanza sicura, più forte, e maggiormente difesa". (Memorie Guasco, 137v-137r.)
6. ↑   Friedrich Engels, Probabilità della guerra imminente (PDF), in New York Daily Tribune, New York City, Greeley & McElrath, 17 marzo 1859,  p. 42. URL consultato il 26 aprile 2016 (archiviato dall'url originale il 15 aprile 2016).
7. ↑   Friedrich Engels, Po und Rhein, in Po e Reno (PDF), Berlino, Franz Duncker, aprile 1859,  p. 45. URL consultato il 26 aprile 2016.
8. ↑  Norberto Rosa sostiene la necessità di far indispettire l'Austria con una iniziativa, alla quale, ne è sicuro, "recherebbero l'adesione non solo il Piemonte, ma l'Italia tutta, ma le lontane Americhe e ogni popolo incivilito".  Norberto Rosa, Lettera per la sottoscrizione dei cento cannoni [collegamento interrotto], in Gazzetta del Popolo n. 177, Torino, Stamperia «Gazzetta del Popolo», 26 luglio 1856.
9. ↑  Gazzetta Ufficiale del Regno d'Italia
10. ↑   Cittadella: ufficiale il passaggio al Ministero dei Beni Culturali, su alessandrianews.it, alessandrianews.it., 8 febbraio 2016. URL consultato il 20 aprile 2016 (archiviato dall'url originale il 27 aprile 2016).
11. ↑   Signor Generale, la dichiaro in arresto, su carabinieri.it, Ministero della Difesa, 2007. URL consultato il 26 aprile 2016 (archiviato dall'url originale il 7 agosto 2016).
12. ↑  Guareschi, Diario clandestino (1943-1945)
13. ↑   Aldino Leoni, Il bambino della Cittadella, Novi Ligure, Edizioni Joker, 2013.;  Scheda di approfondimento, su edizionijoker.com. URL consultato il 19 luglio 2016 (archiviato dall'url originale il 17 settembre 2016).

### Video
1. ↑    Valentina Tosoni, Fai, un milione di luoghi del cuore, Gruppo Editoriale L’Espresso, 18 febbraio 2013. URL consultato il lunedì 25 aprile 2016.